# Liste der Baudenkmale in Göttingen/Kernstadt außerhalb des Baukulturensembles Innenstadt
In der Liste der Baudenkmale in Göttingen: Kernstadt außerhalb des Baukulturensembles Innenstadt sind die denkmalgeschützten Bauten der niedersächsischen Stadt Göttingen aufgeführt, die weder in Ortsteilen noch innerhalb des Baukulturensembles Innenstadt Göttingen liegen. Grundlage dieser Liste sind die Denkmaltopographie Baudenkmale in Niedersachsen, Band 5.1, und der Denkmalatlas Niedersachsen. Da in Göttingen seit der Inventarisierung der 1970er Jahre und der Veröffentlichung der Denkmaltopographie 1982 nur Teilbereiche eine qualifizierte Nachbearbeitung erfahren haben und da der Denkmalatlas ständig aktualisiert wird, ist diese Liste als vorläufig anzusehen. Die Einträge sind hinsichtlich ihrer Aktualität und Vollständigkeit im Einzelfall zu überprüfen.

## Kernstadt außerhalb des Baukulturensembles Innenstadt
In den Spalten befinden sich folgende Informationen:
- Lage: die Adresse des Baudenkmales und die geographischen Koordinaten. Kartenansicht, um Koordinaten zu setzen. In der Kartenansicht sind Baudenkmale ohne Koordinaten mit einem roten Marker dargestellt und können in der Karte gesetzt werden. Baudenkmale ohne Bild sind mit einem blauen Marker gekennzeichnet, Baudenkmale mit Bild mit einem grünen Marker.
- Bezeichnung: Bezeichnung des Baudenkmales
- Beschreibung: die Beschreibung des Baudenkmales. Unter § 3 Abs. 2 NDSchG werden Einzeldenkmale und unter § 3 Abs. 3 NDSchG Gruppen baulicher Anlagen und deren Bestandteile ausgewiesen.
- ID: die Objekt-ID des Baudenkmales
- Bild: ein Bild des Baudenkmales, ggf. zusätzlich mit einem Link zu weiteren Fotos des Baudenkmals im Medienarchiv Wikimedia Commons. Wenn man auf das Kamerasymbol klickt, können Fotos zu Baudenkmalen aus dieser Liste hochgeladen werden:

### Baudenkmale ohne Straßenzuordnung
| Lage                        | Bezeichnung                       | Beschreibung | ID       | Bild           |
| --------------------------- | --------------------------------- | --- | -------- | -------------- |
| 51° 32′ 4″ N, 9° 57′ 16″ O  | Schillerwiese                     | Parkanlage Schillerwiese einschließlich Thorner Park Teil der Baudenkmal-Gruppe „Schiller-Anlage“ (ID: 35854249) Geschützt nach § 3 (3) NDSchG | 35876859 | Weitere Bilder |
| 51° 32′ 6″ N, 9° 57′ 24″ O  | Pavillon                          | Pavillon auf den Schillerwiesen Teil der Baudenkmal-Gruppe „Schiller-Anlage“ (ID: 35854249) Geschützt nach § 3 (3) NDSchG                      | 35876838 | Weitere Bilder |
| 51° 32′ 59″ N, 9° 57′ 49″ O | Bismarckstein                     | erbaut 1902/03, Entwurf: Friedrich Jenner Geschützt nach § 3 (2) Einzeldenkmal NDSchG                                                          | 35862547 | Weitere Bilder |
| 51° 31′ 36″ N, 9° 58′ 11″ O | Bismarckturm                      | erbaut 1894/95, Entwurf: Heinrich Gerber, Ausführung Conrad Rathkamp Geschützt nach § 3 (2) Einzeldenkmal NDSchG                               | 35862528 | Weitere Bilder |
| 51° 31′ 35″ N, 9° 58′ 14″ O | Eckels-Bank                       | erbaut 1909 zum Andenken an Hermann Eckels, Entwurf: Georg Rott Geschützt nach § 3 (3) NDSchG                                                  | 53501789 |                |
| 51° 31′ 55″ N, 9° 55′ 14″ O | Eisenbahnbrücke                   | EÜ km 246,386 DB-Strecke 3600 Geschützt nach § 3 (2) Einzeldenkmal NDSchG                                                                      | 35858677 |                |
| 51° 31′ 30″ N, 10° 0′ 24″ O | Ruine Gutshof Kerstlingeröderfeld | Geschützt nach § 3 (3) NDSchG | 35855335 | Weitere Bilder |

### Albrechtstraße
| Lage                                         | Bezeichnung | Beschreibung | ID       | Bild |
| -------------------------------------------- | ----------- | --- | -------- | ---- |
| Albrechtstraße 2 51° 32′ 13″ N, 9° 57′ 18″ O | Wohnhaus    | ehem. Haus Freiherr von Spiegel, Architekt: Diez Brandi, erbaut 1934 Teil der Baudenkmal-Gruppe „Häuser von Diez Brandi, Albrechtstr.“ (ID: 35855519) Geschützt nach § 3 (3) NDSchG | 35881361 |      |
| Albrechtstraße 4 51° 32′ 14″ N, 9° 57′ 17″ O | Wohnhaus    | ehem. Wohnhaus Prof. Kunkel, Architekt: Diez Brandi, erbaut 1934 Teil der Baudenkmal-Gruppe „Häuser von Diez Brandi, Albrechtstr.“ (ID: 35855519) Geschützt nach § 3 (3) NDSchG     | 35881386 |      |
| Albrechtstraße 6 51° 32′ 15″ N, 9° 57′ 17″ O | Wohnhaus    | ehem. Wohnhaus Prof. Rippel, Architekt: Diez Brandi, erbaut 1935 Teil der Baudenkmal-Gruppe „Häuser von Diez Brandi, Albrechtstr.“ (ID: 35855519) Geschützt nach § 3 (3) NDSchG     | 35855519 |      |
| Albrechtstraße 8 51° 32′ 15″ N, 9° 57′ 16″ O | Wohnhaus    | Architekt: Walter Ruprecht, erbaut 1935 Teil der Baudenkmal-Gruppe „Häuser von Diez Brandi, Albrechtstr.“ (ID: 35855519) Geschützt nach § 3 (3) NDSchG                              | 35881436 |      |

### Am Goldgraben
| Lage                                         | Bezeichnung | Beschreibung | ID       | Bild |
| -------------------------------------------- | ----------- | --- | -------- | ---- |
| Am Goldgraben 8a 51° 32′ 16″ N, 9° 56′ 39″ O | Wohnhaus    | Haus Prof. Tornau, Architekt: Diez Brandi, erbaut 1934 Geschützt nach § 3 (2) Einzeldenkmal NDSchG                                                          | 35860463 |      |
| Am Goldgraben 9 51° 32′ 18″ N, 9° 56′ 45″ O  | Wohnhaus    | erbaut ca. 1903, Architekt: Hagelstange Teil der Baudenkmal-Gruppe „Am Goldgraben“ (ID: 35853086) Geschützt nach § 3 (3) NDSchG                             | 35868029 |      |
| Am Goldgraben 10 51° 32′ 17″ N, 9° 56′ 39″ O | Wohnhaus    | Haus Dr. Meyer-Borchert, erbaut ca. 1903. Architekt: Erich Ilse Geschützt nach § 3 (2) Einzeldenkmal NDSchG                                                 | 35860860 | BW   |
| Am Goldgraben 10 51° 32′ 16″ N, 9° 56′ 39″ O | Garten      | erbaut ca. 1903 Geschützt nach § 3 (2) Einzeldenkmal NDSchG                                                                                                 | 35857743 | BW   |
| Am Goldgraben 11 51° 32′ 19″ N, 9° 56′ 46″ O | Villa       | erbaut 1908; Architekt: Wilhelm Rathkamp Teil der Baudenkmal-Gruppe „Am Goldgraben“ (ID: 35853086) Geschützt nach § 3 (3) NDSchG                            | 35868008 |      |
| Am Goldgraben 13 51° 32′ 19″ N, 9° 56′ 47″ O | Wohnhaus    | erbaut ca. 1924 Teil der Baudenkmal-Gruppe „Am Goldgraben“ (ID: 35853086) Geschützt nach § 3 (3) NDSchG                                                     | 35867987 |      |
| Am Goldgraben 14 51° 32′ 17″ N, 9° 56′ 45″ O | Wohnhaus    | erbaut ca. 1908 Teil der Baudenkmal-Gruppe „Am Goldgraben“ (ID: 35853086) Geschützt nach § 3 (3) NDSchG                                                     | 35867902 |      |
| Am Goldgraben 17 51° 32′ 19″ N, 9° 56′ 50″ O | Wohnhaus    | Verbindungsbau Luneburgia, erbaut 1908; Architekt: Wilhelm Rathkamp Teil der Baudenkmal-Gruppe „Am Goldgraben“ (ID: 35853086) Geschützt nach § 3 (3) NDSchG | 35867965 |      |
| Am Goldgraben 18 51° 32′ 17″ N, 9° 56′ 48″ O | Wohnhaus    | erbaut 1905, Architekt: Hagelstange Teil der Baudenkmal-Gruppe „Am Goldgraben“ (ID: 35853086) Geschützt nach § 3 (3) NDSchG                                 | 35867881 |      |
| Am Goldgraben 19 51° 32′ 19″ N, 9° 56′ 51″ O | Wohnhaus    | erbaut ca. 1910 Teil der Baudenkmal-Gruppe „Am Goldgraben“ (ID: 35853086) Geschützt nach § 3 (3) NDSchG                                                     | 35867944 |      |
| Am Goldgraben 20 51° 32′ 17″ N, 9° 56′ 49″ O | Wohnhaus    | erbaut ca. 1904, Architekt: Hampe Teil der Baudenkmal-Gruppe „Am Goldgraben“ (ID: 35853086) Geschützt nach § 3 (3) NDSchG                                   | 35867858 |      |
| Am Goldgraben 21 51° 32′ 19″ N, 9° 56′ 52″ O | Wohnhaus    | erbaut 1906, Architekt: Rathkamp Teil der Baudenkmal-Gruppe „Am Goldgraben“ (ID: 35853086) Geschützt nach § 3 (3) NDSchG                                    | 35867923 |      |
| Am Goldgraben 22 51° 32′ 18″ N, 9° 56′ 49″ O | Wohnhaus    | erbaut ca. 1904, Architekt: Hampe Teil der Baudenkmal-Gruppe „Am Goldgraben“ (ID: 35853086) Geschützt nach § 3 (3) NDSchG                                   | 35867837 |      |

### Am Reinsgraben
| Lage                                        | Bezeichnung | Beschreibung                                                                        | ID       | Bild |
| ------------------------------------------- | ----------- | ----------------------------------------------------------------------------------- | -------- | ---- |
| Am Reinsgraben 1 51° 32′ 1″ N, 9° 56′ 37″ O | Villa       | erbaut 1876; Architekt: Conrad Rathkamp Geschützt nach § 3 (2) Einzeldenkmal NDSchG | 35862745 |      |

### Am Steinsgraben
| Lage                                          | Bezeichnung | Beschreibung                                                                                              | ID       | Bild           |
| --------------------------------------------- | ----------- | --- | -------- | -------------- |
| Am Steinsgraben 6 51° 31′ 37″ N, 9° 56′ 46″ O | Wohnhaus    | erbaut ca. 1898 Teil der Baudenkmal-Gruppe „Am Steinsgraben“ (ID: 35853099) Geschützt nach § 3 (3) NDSchG | 35869576 | Weitere Bilder |
| Am Steinsgraben 8 51° 31′ 37″ N, 9° 56′ 47″ O | Wohnhaus    | erbaut 1897 Teil der Baudenkmal-Gruppe „Am Steinsgraben“ (ID: 35853099) Geschützt nach § 3 (3) NDSchG     | 35869555 |                |

### Am Weißen Steine
| Lage                                             | Bezeichnung | Beschreibung                                    | ID       | Bild           |
| ------------------------------------------------ | ----------- | ----------------------------------------------- | -------- | -------------- |
| Am Weißen Steine 3/5 51° 31′ 35″ N, 9° 56′ 52″ O | Doppelhaus  | erbaut ca. 1905 Geschützt nach § 3(2) NDSchG    | 35862725 | Weitere Bilder |
| Am Weißen Steine 13 51° 31′ 35″ N, 9° 56′ 56″ O  | Wohnhaus    | erbaut ca. 1906/07 Geschützt nach § 3(2) NDSchG | 35862706 | Weitere Bilder |

### Auf dem Hagen
| Lage                                        | Bezeichnung | Beschreibung | ID       | Bild           |
| ------------------------------------------- | ----------- | --- | -------- | -------------- |
| Auf dem Hagen 51° 33′ 5″ N, 9° 54′ 47″ O    | Gedenkstein | Gedenkstein aus einem Quarzit-Findling auf dem Kleinen Hagen zur Erinnerung an den historischen Ort der Königs- und Kaiserpfalz Grona aus dem 10./11. Jahrhundert, in der Kaiser Heinrich II. im Jahr 1024 verstarb. Gedenkstein errichtet 1880, 1884 mit Gedenktafel versehen, 1994 durch eine weitere Tafel auf einem kleineren Stein ergänzt. Geschützt nach § 3(2) NDSchG                 | 50454165 | Weitere Bilder |
| Auf dem Hagen 21 51° 33′ 4″ N, 9° 54′ 44″ O | Kirchturm   | Erbaut 1958–59 als Kirchen-, Glocken-, Aussichts- und Gedenkturm, Entwurf: Hans Hautsch (Groß Ellershausen) unter maßgeblichem Einfluss des Pastors Gerhard Mercker, zur Ergänzung des 1951–52 erbauten, turmlosen Gemeindesaals der Friedenskirchengemeinde und gleichzeitig als Aussichts- und „Denkmalsturm“ für die ehemalige Königs- und Kaiserpfalz Grona. Geschützt nach § 3(2) NDSchG | 50860517 | Weitere Bilder |

### Bahnhofsallee
| Lage                                          | Bezeichnung       | Beschreibung                                                   | ID       | Bild           |
| --------------------------------------------- | ----------------- | -------------------------------------------------------------- | -------- | -------------- |
| Bahnhofsallee 1-3 51° 32′ 12″ N, 9° 55′ 21″ O | Ausbesserungswerk | Lokhalle Göttingen Geschützt nach § 3 (2) Einzeldenkmal NDSchG | 35861994 | Weitere Bilder |

### Bahnhofsplatz
| Lage                                        | Bezeichnung | Beschreibung                                                                       | ID       | Bild           |
| ------------------------------------------- | ----------- | ---------------------------------------------------------------------------------- | -------- | -------------- |
| Bahnhofsplatz 1 51° 32′ 12″ N, 9° 55′ 36″ O | Bahnhof     | Empfangsgebäude des Bahnhofs Göttingen Geschützt nach § 3 (2) Einzeldenkmal NDSchG | 35862566 | Weitere Bilder |
| Bahnhofsplatz 1 51° 32′ 14″ N, 9° 55′ 35″ O | Bahnhof     | Bahnsteigdächer Geschützt nach § 3 (2) Einzeldenkmal NDSchG                        | 35857969 | Weitere Bilder |

### Baurat-Gerber-Straße
| Lage                                                | Bezeichnung | Beschreibung | ID       | Bild           |
| --------------------------------------------------- | ----------- | --- | -------- | -------------- |
| Baurat-Gerber-Straße 2 51° 32′ 9″ N, 9° 56′ 34″ O   | Wohnhaus    | Erbaut 1906/07, Architekt: Georg Rott Teil der Baudenkmal-Gruppe „Bühlstraße“ (ID: 35853210) Geschützt nach § 3 (3) NDSchG | 35864804 | Weitere Bilder |
| Baurat-Gerber-Straße 4-6 51° 32′ 9″ N, 9° 56′ 35″ O | Villa       | Geschützt nach § 3 (2) Einzeldenkmal NDSchG                                                                                | 39989985 | Weitere Bilder |
| Baurat-Gerber-Straße 4-6 51° 32′ 9″ N, 9° 56′ 35″ O | Einfriedung | Geschützt nach § 3 (2) Einzeldenkmal NDSchG                                                                                | 39990688 | Weitere Bilder |

### Berliner Straße
| Lage                                              | Bezeichnung                                            | Beschreibung | ID       | Bild           |
| ------------------------------------------------- | ------------------------------------------------------ | --- | -------- | -------------- |
| Berliner Straße 5 51° 32′ 13″ N, 9° 55′ 52″ O     | Ehemaliges Reichsbankgebäude, heute Verwaltungsgericht | erbaut 1909, Architekt: J. Habicht Geschützt nach § 3 (2) Einzeldenkmal NDSchG | 35862587 | Weitere Bilder |
| Berliner Straße 28 51° 32′ 4″ N, 9° 55′ 35″ O     | Zoologisches Institut der Universität Göttingen        | Dreigeschossiger Bau aus Sandstein, 1875–77 erbaut, war Standort des Naturhistorischen Museums der Universität Göttingen, mittig ein breiter Risalit mit Portikus. Letzterer wurde 2020 zerstört. Geschützt nach § 3 (2) NDSchG                                                                          | 35858307 | Weitere Bilder |
| Berliner Straße o. Nr. 51° 32′ 0″ N, 9° 55′ 38″ O | Hirtenbrunnen                                          | 1914 errichteter Brunnen am ehemaligen Groner Tor, 1959 an heutigen Standort versetzt. Entwurf von Wilhelm Rathkamp, Hirtenskulptur von Karl Gundelach Geschützt nach § 3 (2) NDSchG | 48409439 | Weitere Bilder |
| Berliner Straße o. Nr. 51° 32′ 17″ N, 9° 56′ 2″ O | Berliner Meilenstein                                   | Berliner Meilenstein, aufrecht stehender Steinquader mit einseitig eingearbeitetem „Berliner Bär“ und Entfernungsangabe „Berlin / 325 / km“. Entwurf: Georg Schorn, aufgestellt 1960. Geschützt nach § 3 (2) NDSchG                                                                                      | 41723260 |                |
| Berliner Straße o. Nr. 51° 32′ 9″ N, 9° 55′ 43″ O | Langensalza-Denkmal                                    | Neugotisches Denkmal aus Gusseisen für die 1866 in der Schlacht bei Langensalza gegen Preußen gefallenen hannoverschen Soldaten aus dem Aushebungsdistrikt Göttingen, übergeben 1872. Gestaltung nach einem variablen Entwurf des Bildhauers Anselm Sickinger aus München. Geschützt nach § 3 (2) NDSchG | 47378646 | Weitere Bilder |

### Bismarckstraße
| Lage                                        | Bezeichnung                      | Beschreibung | ID       | Bild           |
| ------------------------------------------- | -------------------------------- | --- | -------- | -------------- |
| Bismarckstraße 51° 31′ 27″ N, 9° 58′ 37″ O  | Sternwarte Hainberg              | Observatorium der Sternwarte auf dem Hainberg, erbaut 1929 Teil der Baudenkmal-Gruppe „Sternwarte Hainberg“ (ID: 35855555) Geschützt nach § 3 (3) NDSchG       | 35881574 | Weitere Bilder |
| Bismarckstraße 51° 31′ 29″ N, 9° 58′ 31″ O  | Sonnenturm                       | Sonnenobservatorium der Sternwarte auf dem Hainberg, erbaut 1944 Teil der Baudenkmal-Gruppe „Sternwarte Hainberg“ (ID: 35855555) Geschützt nach § 3 (3) NDSchG | 35889016 | Weitere Bilder |
| Bismarckstraße 51° 31′ 27″ N, 9° 58′ 36″ O  | Spektroheliographenhaus          | Spektroheliographenhaus der Sternwarte auf dem Hainberg Teil der Baudenkmal-Gruppe „Sternwarte Hainberg“ (ID: 35855555) Geschützt nach § 3 (3) NDSchG          | 35881655 | Weitere Bilder |
| Bismarckstraße 51° 31′ 29″ N, 9° 58′ 39″ O  | Heizungshaus Sternwarte Hainberg | Heizungshaus der Sternwarte auf dem Hainberg Teil der Baudenkmal-Gruppe „Sternwarte Hainberg“ (ID: 35855555) Geschützt nach § 3 (3) NDSchG                     | 35889046 | Weitere Bilder |
| Bismarckstraße 4 51° 32′ 9″ N, 9° 57′ 29″ O | Wohnhaus                         | ehem. Haus Martius, erbaut 1950. Architekt: Diez Brandi Geschützt nach § 3 (2) Einzeldenkmal NDSchG                                                            | 35863023 | Weitere Bilder |
| Bismarckstraße 4 51° 32′ 9″ N, 9° 57′ 30″ O | Garage                           | Garage des ehem. Haus Martius, erbaut 1950. Architekt: Diez Brandi Geschützt nach § 3 (2) Einzeldenkmal NDSchG                                                 | 35857767 | Weitere Bilder |

### Borheckstraße
| Lage                                         | Bezeichnung | Beschreibung | ID       | Bild           |
| -------------------------------------------- | ----------- | --- | -------- | -------------- |
| Borheckstraße 66 51° 31′ 30″ N, 9° 58′ 46″ O | Hainholzhof | Gaststätte des Hainholzhofs Teil der Baudenkmal-Gruppe „Hainholzhof“ (ID: 35854942) Geschützt nach § 3 (3) NDSchG             | 35884545 | Weitere Bilder |
| Borheckstraße 66 51° 31′ 29″ N, 9° 58′ 44″ O | Hainholzhof | Stallgebäude des Hainholzhofs Teil der Baudenkmal-Gruppe „Hainholzhof“ (ID: 35854942) Geschützt nach § 3 (3) NDSchG           | 35884881 | Weitere Bilder |
| Borheckstraße 66 51° 31′ 29″ N, 9° 58′ 47″ O | Hainholzhof | Scheune des Hainholzhofs Teil der Baudenkmal-Gruppe „Hainholzhof“ (ID: 35854942) Geschützt nach § 3 (3) NDSchG                | 35884905 | Weitere Bilder |
| Borheckstraße 66 51° 31′ 29″ N, 9° 58′ 45″ O | Hainholzhof | Hoffläche des Hainholzhofs Teil der Baudenkmal-Gruppe „Hainholzhof“ (ID: 35854942) Geschützt nach § 3 (3) NDSchG              | 35884287 | Weitere Bilder |
| Borheckstraße 66 51° 31′ 29″ N, 9° 58′ 49″ O | Hainholzhof | Kegelbahn/Tanzpavillon des Hainholzhofs Teil der Baudenkmal-Gruppe „Hainholzhof“ (ID: 35854942) Geschützt nach § 3 (3) NDSchG | 35884852 | Weitere Bilder |

### Böttingerstraße
| Lage                                           | Bezeichnung            | Beschreibung | ID       | Bild           |
| ---------------------------------------------- | ---------------------- | --- | -------- | -------------- |
| Böttingerstraße 17 51° 31′ 34″ N, 9° 55′ 51″ O | Felix-Klein-Gymnasium  | Schulgebäude der ehemaligen Oberrealschule, erbaut 1926–28. Architekt Otto Frey Geschützt nach § 3 (2) NDSchG | 35862508 | Weitere Bilder |
| Böttingerstraße 21 51° 31′ 34″ N, 9° 55′ 47″ O | ehemalige Trafostation | Ehemaliges Umspannhäuschen, einstöckiger Klinkerbau mit Walmdach und Lüftungsgaube. Erbaut 1929, Entwurf der städtischen Hochbauabteilung. Zeitlich und stilistisch passend zur benachbarten Schule. Geschützt nach § 3 (2) NDSchG | 35861381 |                |

### Brauweg
| Lage                                   | Bezeichnung                          | Beschreibung | ID       | Bild           |
| -------------------------------------- | ------------------------------------ | --- | -------- | -------------- |
| Brauweg 34 51° 31′ 32″ N, 9° 55′ 35″ O | Lichtenbergs Gartenhaus              | Ehemaliges Gartenhaus von Georg Christoph Lichtenberg, erbaut um 1775, 1908 umgesetzt von der Weender Landstraße 37. Geschützt nach § 3 (2) Einzeldenkmal NDSchG | 35862488 | Weitere Bilder |
| Brauweg 43 51° 31′ 32″ N, 9° 55′ 38″ O | Wohnhaus                             | erbaut 1906 Teil der Baudenkmal-Gruppe „Wohnsiedlung Breymannstraße“ (ID: 35853184) Geschützt nach § 3 (3) NDSchG | 35865329 |                |
| Brauweg 45 51° 31′ 30″ N, 9° 55′ 38″ O | Wohnhaus                             | Teil der Baudenkmal-Gruppe „Wohnsiedlung Breymannstraße“ (ID: 35853184) Geschützt nach § 3 (3) NDSchG | 35865287 |                |
| Brauweg 47 51° 31′ 29″ N, 9° 55′ 39″ O | Doppelwohnhaus                       | erbaut 1925 durch den Spar- und Bauverein Teil der Baudenkmal-Gruppe „Wohnsiedlung Brauweg 47–57“ (ID: 35853197) Geschützt nach § 3 (3) NDSchG | 35865035 |                |
| Brauweg 49 51° 31′ 30″ N, 9° 55′ 39″ O | Doppelwohnhaus                       | erbaut 1925 durch den Spar- und Bauverein Teil der Baudenkmal-Gruppe „Wohnsiedlung Brauweg 47–57“ (ID: 35853197) Geschützt nach § 3 (3) NDSchG | 35865014 |                |
| Brauweg 51 51° 31′ 29″ N, 9° 55′ 40″ O | Doppelwohnhaus                       | erbaut 1925 durch den Spar- und Bauverein Teil der Baudenkmal-Gruppe „Wohnsiedlung Brauweg 47–57“ (ID: 35853197) Geschützt nach § 3 (3) NDSchG | 35864993 |                |
| Brauweg 53 51° 31′ 29″ N, 9° 55′ 41″ O | Doppelwohnhaus                       | erbaut 1925 durch den Spar- und Bauverein Teil der Baudenkmal-Gruppe „Wohnsiedlung Brauweg 47–57“ (ID: 35853197) Geschützt nach § 3 (3) NDSchG | 35864972 |                |
| Brauweg 55 51° 31′ 28″ N, 9° 55′ 40″ O | Doppelwohnhaus                       | erbaut 1925 durch den Spar- und Bauverein Teil der Baudenkmal-Gruppe „Wohnsiedlung Brauweg 47–57“ (ID: 35853197) Geschützt nach § 3 (3) NDSchG | 35864951 |                |
| Brauweg 57 51° 31′ 28″ N, 9° 55′ 39″ O | Doppelwohnhaus                       | erbaut 1925 durch den Spar- und Bauverein Teil der Baudenkmal-Gruppe „Wohnsiedlung Brauweg 47–57“ (ID: 35853197) Geschützt nach § 3 (3) NDSchG | 35864930 |                |
| Brauweg 60 51° 31′ 17″ N, 9° 55′ 41″ O | Städtisches Freibad, Empfangsgebäude | Städtisches Freibad, erbaut 1927. Architekt: Otto Frey Teil der Baudenkmal-Gruppe „Städtisches Freibad Brauweg 60“ (ID: 35855500) Geschützt nach § 3 (3) NDSchG | 35881309 | Weitere Bilder |
| Brauweg 60 51° 31′ 15″ N, 9° 55′ 37″ O | Städtisches Freibad, Pavillon        | Städtisches Freibad, erbaut 1927. Architekt: Otto Frey Teil der Baudenkmal-Gruppe „Städtisches Freibad Brauweg 60“ (ID: 35855500) Geschützt nach § 3 (3) NDSchG | 35881258 | Weitere Bilder |
| Brauweg 60 51° 31′ 16″ N, 9° 55′ 47″ O | Städtisches Freibad, Maschinenhaus   | Städtisches Freibad, erbaut 1927. Architekt: Otto Frey Teil der Baudenkmal-Gruppe „Städtisches Freibad Brauweg 60“ (ID: 35855500) Geschützt nach § 3 (3) NDSchG | 35881234 | Weitere Bilder |
| Brauweg 60 51° 31′ 15″ N, 9° 55′ 43″ O | Städtisches Freibad, Sprungturm      | Städtisches Freibad, erbaut 1927. Der 10 m hohe-Turm war eine Kopie des Sprungturms der olympischen Spiele in Amsterdam, durch einen Beckenumbau ist der Wasserspiegel heute 50 cm höher und die Sprunghöhe entsprechend geringer als zur Bauzeit. Teil der Baudenkmal-Gruppe „Städtisches Freibad Brauweg 60“ (ID: 35855500) Geschützt nach § 3 (3) NDSchG | 35881282 | Weitere Bilder |
| Brauweg 81 51° 31′ 18″ N, 9° 55′ 43″ O | Ehem. Walkemühle                     | Ehemalige Walkemühle Geschützt nach § 3 (2) Einzeldenkmal NDSchG | 35862466 | Weitere Bilder |
| Brauweg 81 51° 31′ 18″ N, 9° 55′ 43″ O | Ehem. Walkemühle, Ein-/Auslauf       | Ein- und Auslauf des Leinekanals an der ehemaligen Walkemühle Geschützt nach § 3 (2) Einzeldenkmal NDSchG | 35858172 | Weitere Bilder |
| Brauweg 81 51° 31′ 18″ N, 9° 55′ 44″ O | Ehem. Walkemühle, Wasserrad          | Geschützt nach § 3 (2) Einzeldenkmal NDSchG | 35858128 | Weitere Bilder |
| Brauweg 81 51° 31′ 18″ N, 9° 55′ 44″ O | Ehem. Walkemühle, Stauwehr           | Geschützt nach § 3 (2) Einzeldenkmal NDSchG | 35857478 | Weitere Bilder |
| Brauweg 81 51° 31′ 19″ N, 9° 55′ 43″ O | Ehem. Walkemühle, Garten             | Ehemalige Walkemühle Geschützt nach § 3 (2) Einzeldenkmal NDSchG | 35858243 | Weitere Bilder |

### Breymannstraße
| Lage                                          | Bezeichnung         | Beschreibung | ID       | Bild |
| --------------------------------------------- | ------------------- | --- | -------- | ---- |
| Breymannstraße 1 51° 31′ 32″ N, 9° 55′ 38″ O  | Wohn-/Geschäftshaus | erbaut 1906 Teil der Baudenkmal-Gruppe „Wohnsiedlung Breymannstraße“ (ID: 35853184) Geschützt nach § 3 (3) NDSchG                          | 35865308 |      |
| Breymannstraße 2 51° 31′ 31″ N, 9° 55′ 38″ O  | Wohnhaus            | erbaut durch den Spar- und Bauverein Teil der Baudenkmal-Gruppe „Wohnsiedlung Breymannstraße“ (ID: 35853184) Geschützt nach § 3 (3) NDSchG | 35865287 |      |
| Breymannstraße 3 51° 31′ 32″ N, 9° 55′ 39″ O  | Wohnhaus            | erbaut durch den Spar- und Bauverein Teil der Baudenkmal-Gruppe „Wohnsiedlung Breymannstraße“ (ID: 35853184) Geschützt nach § 3 (3) NDSchG | 35865266 |      |
| Breymannstraße 4 51° 31′ 31″ N, 9° 55′ 39″ O  | Wohnhaus            | erbaut durch den Spar- und Bauverein Teil der Baudenkmal-Gruppe „Wohnsiedlung Breymannstraße“ (ID: 35853184) Geschützt nach § 3 (3) NDSchG | 35865245 |      |
| Breymannstraße 5 51° 31′ 32″ N, 9° 55′ 40″ O  | Wohnhaus            | erbaut durch den Spar- und Bauverein Teil der Baudenkmal-Gruppe „Wohnsiedlung Breymannstraße“ (ID: 35853184) Geschützt nach § 3 (3) NDSchG | 35865224 |      |
| Breymannstraße 6 51° 31′ 31″ N, 9° 55′ 40″ O  | Wohnhaus            | erbaut durch den Spar- und Bauverein Teil der Baudenkmal-Gruppe „Wohnsiedlung Breymannstraße“ (ID: 35853184) Geschützt nach § 3 (3) NDSchG | 35865203 |      |
| Breymannstraße 7 51° 31′ 32″ N, 9° 55′ 41″ O  | Wohnhaus            | erbaut durch den Spar- und Bauverein Teil der Baudenkmal-Gruppe „Wohnsiedlung Breymannstraße“ (ID: 35853184) Geschützt nach § 3 (3) NDSchG | 35865182 |      |
| Breymannstraße 8 51° 31′ 31″ N, 9° 55′ 41″ O  | Wohnhaus            | erbaut durch den Spar- und Bauverein Teil der Baudenkmal-Gruppe „Wohnsiedlung Breymannstraße“ (ID: 35853184) Geschützt nach § 3 (3) NDSchG | 35865161 |      |
| Breymannstraße 9 51° 31′ 32″ N, 9° 55′ 42″ O  | Wohnhaus            | erbaut durch den Spar- und Bauverein Teil der Baudenkmal-Gruppe „Wohnsiedlung Breymannstraße“ (ID: 35853184) Geschützt nach § 3 (3) NDSchG | 35865140 |      |
| Breymannstraße 10 51° 31′ 31″ N, 9° 55′ 42″ O | Wohnhaus            | erbaut durch den Spar- und Bauverein Teil der Baudenkmal-Gruppe „Wohnsiedlung Breymannstraße“ (ID: 35853184) Geschützt nach § 3 (3) NDSchG | 35865119 |      |
| Breymannstraße 11 51° 31′ 32″ N, 9° 55′ 43″ O | Wohnhaus            | erbaut durch den Spar- und Bauverein Teil der Baudenkmal-Gruppe „Wohnsiedlung Breymannstraße“ (ID: 35853184) Geschützt nach § 3 (3) NDSchG | 35865098 |      |
| Breymannstraße 12 51° 31′ 31″ N, 9° 55′ 43″ O | Wohnhaus            | erbaut durch den Spar- und Bauverein Teil der Baudenkmal-Gruppe „Wohnsiedlung Breymannstraße“ (ID: 35853184) Geschützt nach § 3 (3) NDSchG | 35865077 |      |
| Breymannstraße 13 51° 31′ 32″ N, 9° 55′ 44″ O | Wohnhaus            | erbaut durch den Spar- und Bauverein Teil der Baudenkmal-Gruppe „Wohnsiedlung Breymannstraße“ (ID: 35853184) Geschützt nach § 3 (3) NDSchG | 35865056 |      |

### Bühlstraße
| Lage                                      | Bezeichnung             | Beschreibung | ID       | Bild           |
| ----------------------------------------- | ----------------------- | --- | -------- | -------------- |
| Bühlstraße 2 51° 32′ 6″ N, 9° 56′ 32″ O   | Wohnhaus                | erbaut ca. 1868 Teil der Baudenkmal-Gruppe „Herzberger Landstraße“ (ID: 35853590) Geschützt nach § 3 (3) NDSchG | 35869197 |                |
| Bühlstraße 4 51° 32′ 7″ N, 9° 56′ 32″ O   | Wohnhaus                | erbaut 1897 Teil der Baudenkmal-Gruppe „Bühlstraße“ (ID: 35853210) Geschützt nach § 3 (3) NDSchG                | 35864909 | Weitere Bilder |
| Bühlstraße 6 51° 32′ 8″ N, 9° 56′ 32″ O   | Wohnhaus                | Teil der Baudenkmal-Gruppe „Bühlstraße“ (ID: 35853210) Geschützt nach § 3 (3) NDSchG                            | 35864888 |                |
| Bühlstraße 8 51° 32′ 8″ N, 9° 56′ 32″ O   | Wohnhaus                | Teil der Baudenkmal-Gruppe „Bühlstraße“ (ID: 35853210) Geschützt nach § 3 (3) NDSchG                            | 35864867 |                |
| Bühlstraße 10 51° 32′ 9″ N, 9° 56′ 32″ O  | Wohn- und Geschäftshaus | Teil der Baudenkmal-Gruppe „Bühlstraße“ (ID: 35853210) Geschützt nach § 3 (3) NDSchG                            | 35864846 | Weitere Bilder |
| Bühlstraße 12 51° 32′ 10″ N, 9° 56′ 31″ O | Villa                   | Teil der Baudenkmal-Gruppe „Bühlstraße“ (ID: 35853210) Geschützt nach § 3 (3) NDSchG                            | 35864825 | Weitere Bilder |
| Bühlstraße 19 51° 32′ 19″ N, 9° 56′ 32″ O | Villa                   | erbaut ca. 1890 Geschützt nach § 3 (2) Einzeldenkmal NDSchG                                                     | 35862447 | Weitere Bilder |
| Bühlstraße 36 51° 32′ 19″ N, 9° 56′ 34″ O | Villa                   | erbaut ca. 1886 Geschützt nach § 3 (2) Einzeldenkmal NDSchG                                                     | 35862428 | Weitere Bilder |

### Bunsenstraße
| Lage                                         | Bezeichnung             | Beschreibung                                                                              | ID       | Bild           |
| -------------------------------------------- | ----------------------- | ----------------------------------------------------------------------------------------- | -------- | -------------- |
| Bunsenstraße 3/5 51° 31′ 43″ N, 9° 55′ 56″ O | Mathematisches Institut | erbaut 1927–29 mit Mitteln des International Education Board Geschützt nach § 3(2) NDSchG | 35863252 | Weitere Bilder |

### Bürgerstraße
| Lage                                           | Bezeichnung               | Beschreibung | ID       | Bild           |
| ---------------------------------------------- | ------------------------- | --- | -------- | -------------- |
| Bürgerstraße 2a 51° 31′ 54″ N, 9° 55′ 36″ O    | Villa                     | Teil der Baudenkmal-Gruppe „Vorstadt-Häusergruppe Groner Landstr. / Bürgerstr. / Rosdorfer Weg“ (ID: 35853223) Geschützt nach § 3 (3) NDSchG                                           | 35864783 |                |
| Bürgerstraße 5 51° 31′ 55″ N, 9° 55′ 38″ O     | Villa                     | erbaut 1876; Architekt: Conrad Rathkamp Teil der Baudenkmal-Gruppe „Vorstadt-Häusergruppe Groner Landstr. / Bürgerstr. / Rosdorfer Weg“ (ID: 35853223) Geschützt nach § 3 (3) NDSchG   | 35864762 |                |
| Bürgerstraße 10 51° 31′ 51″ N, 9° 55′ 38″ O    | Wohnhaus                  | dat. 1886; Architekt: Conrad Rathkamp, Bauherr: Friedrich Merkel Geschützt nach § 3 (2) Einzelbaudenkmal NDSchG                                                                        | 35862409 |                |
| Bürgerstraße 12 51° 31′ 50″ N, 9° 55′ 38″ O    | Wohnhaus                  | erbaut 1835, ehem. Sommerhaus Prof. Bergmann, 1872 Umbau für Rudolf von Jhering Geschützt nach § 3 (2) Einzelbaudenkmal NDSchG                                                         | 35858326 |                |
| Bürgerstraße 15 51° 31′ 50″ N, 9° 55′ 42″ O    | Voigtschule               | ehemalige Mittelschule für Knaben, erbaut 1885/86 durch Heinrich Gerber Geschützt nach § 3 (2) Einzelbaudenkmal NDSchG                                                                 | 35862389 | Weitere Bilder |
| Bürgerstraße 17 51° 31′ 49″ N, 9° 55′ 44″ O    | Wohnhaus                  | erbaut ca. 1875 durch Conrad Rathkamp für Steuerinspector Wilhelm Bühmann Geschützt nach § 3 (2) Einzelbaudenkmal NDSchG                                                               | 35862370 |                |
| Bürgerstraße 21 51° 31′ 49″ N, 9° 55′ 47″ O    | Wohnhaus                  | dat. 1890; Architekt: Wilhelm Rathkamp, Bauherr: August Stöckicht Geschützt nach § 3 (2) Einzelbaudenkmal NDSchG                                                                       | 35862351 |                |
| Bürgerstraße 24 51° 31′ 48″ N, 9° 55′ 45″ O    | Wohnhaus                  | Teil der Baudenkmal-Gruppe „Bürgerstr. 24, Wiesenstr. 12, 14, 16“ (ID: 35853236) Geschützt nach § 3 (3) NDSchG                                                                         | 35864678 |                |
| Bürgerstraße 31 51° 31′ 46″ N, 9° 55′ 56″ O    | Corpshaus Brunsviga       | erbaut 1899; Architekt: Wilhelm Rathkamp Geschützt nach § 3 (2) Einzelbaudenkmal NDSchG                                                                                                | 35862331 | Weitere Bilder |
| Bürgerstraße 32a 51° 31′ 47″ N, 9° 55′ 49″ O   | Wohnhaus                  | Teil der Baudenkmal-Gruppe „Wohnhausgruppe Wiesenstr. 2, 4 / Bürgerstr. 32a“ (ID: 35853249) Geschützt nach § 3 (3) NDSchG                                                              | 35864656 |                |
| Bürgerstraße 36 51° 31′ 45″ N, 9° 55′ 54″ O    | Schule                    | Kleiner Felix, ehem. Jahnschule (Volksschule), erbaut 1890 durch Heinrich Gerber Geschützt nach § 3 (2) Einzelbaudenkmal NDSchG                                                        | 35862311 | Weitere Bilder |
| Bürgerstraße 40 51° 31′ 43″ N, 9° 55′ 58″ O    | Villa Soetbeer            | erbaut 1872, Architekt: Johannes Otzen oder Eduard Freise Geschützt nach § 3 (2) Einzelbaudenkmal NDSchG                                                                               | 35862292 |                |
| Bürgerstraße 42 51° 31′ 44″ N, 9° 56′ 0″ O     | Villa                     | erbaut ca. 1890, Architekt: Georg Rott Geschützt nach § 3 (2) Einzelbaudenkmal NDSchG                                                                                                  | 35862273 |                |
| Bürgerstraße 46 51° 31′ 44″ N, 9° 56′ 2″ O     | Villa                     | erbaut ca. 1875 Geschützt nach § 3 (2) Einzelbaudenkmal NDSchG | 35862254 |                |
| Bürgerstraße 48 51° 31′ 44″ N, 9° 56′ 4″ O     | Wohnhaus                  | erbaut 1876 durch Conrad Rathkamp für den Inspector Moritz Meyerstein Geschützt nach § 3 (2) Einzelbaudenkmal NDSchG                                                                   | 35862235 |                |
| Bürgerstraße 50 51° 31′ 44″ N, 9° 56′ 6″ O     | Universitätsgebäude       | Altes Institut für physikalische Chemie und Elektrochemie, erbaut 1860 durch Friedrich Doeltz Geschützt nach § 3 (2) Einzelbaudenkmal NDSchG                                           | 35862216 | Weitere Bilder |
| Bürgerstraße 50a 51° 31′ 44″ N, 9° 56′ 8″ O    | Villa                     | erbaut 1895 durch Georg Rott Geschützt nach § 3 (2) Einzelbaudenkmal NDSchG | 35862197 |                |
| Bürgerstraße 52/54 51° 31′ 44″ N, 9° 56′ 10″ O | ehem. Villa               | erbaut 1857 für Wolfgang Sartorius von Waltershausen nach Plänen von Francesco Saverio Cavallari, 1898–1919 als Offizierskasino genutzt Geschützt nach § 3 (2) Einzelbaudenkmal NDSchG | 35862177 | Weitere Bilder |
| Bürgerstraße 56/58 51° 31′ 44″ N, 9° 56′ 13″ O | Verbindungshaus Hannovera | erbaut 1895/96, Architekt E. Kuthe Geschützt nach § 3 (2) Einzelbaudenkmal NDSchG | 35862157 | Weitere Bilder |
| Bürgerstraße 60 51° 31′ 44″ N, 9° 56′ 14″ O    | Wohnhaus                  | erbaut 1877/78, Architekt: Conrad Rathkamp, Bauherr: Carl Pingel (Kaufmann u. Liqueurfabrikant) Geschützt nach § 3 (2) Einzelbaudenkmal NDSchG                                         | 35862138 |                |
| Bürgerstraße 62 51° 31′ 44″ N, 9° 56′ 15″ O    | Villa                     | erbaut 1877/78, Architekt G. Steinbach Geschützt nach § 3 (2) Einzelbaudenkmal NDSchG                                                                                                  | 35862119 |                |
| Bürgerstraße 64 51° 31′ 44″ N, 9° 56′ 16″ O    | Verbindungshaus Cheruscia | erbaut 1904/05, Architekt: Wilhelm Mackensen und H. Koerkel Geschützt nach § 3 (2) Einzelbaudenkmal NDSchG                                                                             | 35862099 | Weitere Bilder |

### Calsowstraße
| Lage                                         | Bezeichnung | Beschreibung | ID       | Bild           |
| -------------------------------------------- | ----------- | --- | -------- | -------------- |
| Calsowstraße 2/4 51° 31′ 50″ N, 9° 56′ 38″ O | Doppelhaus  | erbaut 1897/98 Geschützt nach § 3 (2) Einzelbaudenkmal NDSchG                                                           | 35862079 | Weitere Bilder |
| Calsowstraße 10 51° 31′ 51″ N, 9° 56′ 47″ O  | Wohnhaus    | erbaut 1900/01; Architekt: Wilhelm Rathkamp Geschützt nach § 3 (2) Einzelbaudenkmal NDSchG                              | 35862060 | Weitere Bilder |
| Calsowstraße 12 51° 31′ 51″ N, 9° 56′ 49″ O  | Wohnhaus    | erbaut 1900/01; Architekt: Wilhelm Rathkamp Geschützt nach § 3 (2) Einzelbaudenkmal NDSchG                              | 35862034 | Weitere Bilder |
| Calsowstraße 17 51° 31′ 53″ N, 9° 56′ 48″ O  | Wohnhaus    | erbaut 1897, Architekt: Wilhelm Rathkamp; Bauherr: Lehrer Carl Gutberlet Geschützt nach § 3 (2) Einzelbaudenkmal NDSchG | 35862015 | Weitere Bilder |

### Cramerstraße
| Lage                                        | Bezeichnung | Beschreibung | ID       | Bild |
| ------------------------------------------- | ----------- | --- | -------- | ---- |
| Cramerstraße 2 51° 31′ 44″ N, 9° 55′ 44″ O  | Wohnhaus    | Teil der Baudenkmal-Gruppe „Wohnsiedlung Marienstr./ Cramerstr./ Lilienthalstr.“ (ID: 35853301) Geschützt nach § 3 (3) NDSchG | 35864436 |      |
| Cramerstraße 4 51° 31′ 44″ N, 9° 55′ 44″ O  | Wohnhaus    | Teil der Baudenkmal-Gruppe „Wohnsiedlung Marienstr./ Cramerstr./ Lilienthalstr.“ (ID: 35853301) Geschützt nach § 3 (3) NDSchG | 35864415 |      |
| Cramerstraße 5 51° 31′ 43″ N, 9° 55′ 46″ O  | Wohnhaus    | Teil der Baudenkmal-Gruppe „Wohnsiedlung Marienstr./ Cramerstr./ Lilienthalstr.“ (ID: 35853301) Geschützt nach § 3 (3) NDSchG | 35864394 |      |
| Cramerstraße 6 51° 31′ 43″ N, 9° 55′ 44″ O  | Wohnhaus    | Teil der Baudenkmal-Gruppe „Wohnsiedlung Marienstr./ Cramerstr./ Lilienthalstr.“ (ID: 35853301) Geschützt nach § 3 (3) NDSchG | 35864373 |      |
| Cramerstraße 7 51° 31′ 43″ N, 9° 55′ 46″ O  | Wohnhaus    | Teil der Baudenkmal-Gruppe „Wohnsiedlung Marienstr./ Cramerstr./ Lilienthalstr.“ (ID: 35853301) Geschützt nach § 3 (3) NDSchG | 35864352 |      |
| Cramerstraße 8 51° 31′ 43″ N, 9° 55′ 44″ O  | Wohnhaus    | Teil der Baudenkmal-Gruppe „Wohnsiedlung Marienstr./ Cramerstr./ Lilienthalstr.“ (ID: 35853301) Geschützt nach § 3 (3) NDSchG | 35864331 |      |
| Cramerstraße 9 51° 31′ 42″ N, 9° 55′ 46″ O  | Wohnhaus    | Teil der Baudenkmal-Gruppe „Wohnsiedlung Marienstr./ Cramerstr./ Lilienthalstr.“ (ID: 35853301) Geschützt nach § 3 (3) NDSchG | 35864310 |      |
| Cramerstraße 10 51° 31′ 42″ N, 9° 55′ 44″ O | Wohnhaus    | Teil der Baudenkmal-Gruppe „Wohnsiedlung Marienstr./ Cramerstr./ Lilienthalstr.“ (ID: 35853301) Geschützt nach § 3 (3) NDSchG | 35864289 |      |
| Cramerstraße 11 51° 31′ 42″ N, 9° 55′ 46″ O | Wohnhaus    | Teil der Baudenkmal-Gruppe „Wohnsiedlung Marienstr./ Cramerstr./ Lilienthalstr.“ (ID: 35853301) Geschützt nach § 3 (3) NDSchG | 35864268 |      |
| Cramerstraße 12 51° 31′ 42″ N, 9° 55′ 44″ O | Wohnhaus    | Teil der Baudenkmal-Gruppe „Wohnsiedlung Marienstr./ Cramerstr./ Lilienthalstr.“ (ID: 35853301) Geschützt nach § 3 (3) NDSchG | 35864247 |      |
| Cramerstraße 13 51° 31′ 41″ N, 9° 55′ 46″ O | Wohnhaus    | Teil der Baudenkmal-Gruppe „Wohnsiedlung Marienstr./ Cramerstr./ Lilienthalstr.“ (ID: 35853301) Geschützt nach § 3 (3) NDSchG | 35864226 |      |

### Düstere-Eichen-Weg
| Lage                                              | Bezeichnung     | Beschreibung | ID       | Bild           |
| ------------------------------------------------- | --------------- | --- | -------- | -------------- |
| Düstere-Eichen-Weg 1 51° 32′ 6″ N, 9° 56′ 40″ O   | Villa           | Teil der Baudenkmal-Gruppe „Herzberger Landstraße“ (ID: 35853590) Geschützt nach § 3 (3) NDSchG                                                                              | 35869176 |                |
| Düstere-Eichen-Weg 2 51° 32′ 6″ N, 9° 56′ 42″ O   | Wohnhaus        | Teil der Baudenkmal-Gruppe „Herzberger Landstraße“ (ID: 35853590) Geschützt nach § 3 (3) NDSchG                                                                              | 35869155 |                |
| Düstere-Eichen-Weg 26 51° 32′ 15″ N, 9° 56′ 53″ O | Verbindungshaus | Haus des Studenten-Gesangvereins der Georgia Augusta Göttingen, erbaut 1901–1903, Anbau 1909/10; Architekt: Eduard Wendebourg Geschützt nach § 3 (2) Einzelbaudenkmal NDSchG | 35861974 | Weitere Bilder |
| Düstere-Eichen-Weg 58 51° 32′ 28″ N, 9° 57′ 1″ O  | Wohnhaus        | erbaut 1934; Architekt: Diez Brandi Geschützt nach § 3 (2) Einzelbaudenkmal NDSchG                                                                                           | 35863047 |                |
| Düstere-Eichen-Weg 66 51° 32′ 31″ N, 9° 57′ 1″ O  | Landhaus        | erbaut 1924; Architekt: W. Bernhardt Geschützt nach § 3 (2) Einzelbaudenkmal NDSchG                                                                                          | 35861954 |                |

### Felix-Klein-Straße
| Lage                                            | Bezeichnung      | Beschreibung                                                                                              | ID       | Bild |
| ----------------------------------------------- | ---------------- | --- | -------- | ---- |
| Felix-Klein-Straße 1 51° 31′ 37″ N, 9° 56′ 8″ O | Wohnhaus         | Geschützt nach § 3 (2) Einzelbaudenkmal NDSchG                                                            | 35861839 |      |
| Felix-Klein-Straße 3 51° 31′ 36″ N, 9° 56′ 9″ O | Mehrfamilienhaus | erbaut 1901 durch Conrad Rathkamp & Söhne für Georg Hering Geschützt nach § 3 (2) Einzelbaudenkmal NDSchG | 35863303 |      |

### Friedländer Weg
| Lage                                           | Bezeichnung         | Beschreibung | ID       | Bild           |
| ---------------------------------------------- | ------------------- | --- | -------- | -------------- |
| Friedländer Weg 4a 51° 32′ 2″ N, 9° 56′ 38″ O  | Dachenhausen        | Gartenpavillon, erbaut um 1770/80 im Empire-Stil Geschützt nach § 3 (2) Einzelbaudenkmal NDSchG | 35861819 |                |
| Friedländer Weg 11 51° 32′ 0″ N, 9° 56′ 43″ O  | Haus de Lagarde     | erbaut 1869, Architekt: Conrad Rathkamp; Bauherr: Paul de Lagarde Teil der Baudenkmal-Gruppe „4 Villen rund um den Hainholzpatz“ (ID: 35853314) Geschützt nach § 3 (3) NDSchG                                                          | 35866350 |                |
| Friedländer Weg 13 51° 31′ 59″ N, 9° 56′ 43″ O | Eckhaus             | Wohnhaus von Georg Merkel, erbaut um 1875 Teil der Baudenkmal-Gruppe „4 Villen rund um den Hainholzpatz“ (ID: 35853314) Geschützt nach § 3 (3) NDSchG                                                                                  | 35866328 |                |
| Friedländer Weg 19 51° 31′ 56″ N, 9° 56′ 44″ O | Hainberg-Gymnasium  | Früheres Lyzeum, jetzt Hainberg-Gymnasium, erbaut 1911–13, erweitert 1936 und 1950/53, Entwurf: Stadtbauamtsleiter Otto Frey. Teil der Baudenkmal-Gruppe „Höhere Mädchenschule Göttingen“ (ID: 49626504) Geschützt nach § 3 (2) NDSchG | 49552248 | Weitere Bilder |
| Friedländer Weg 19 51° 31′ 55″ N, 9° 56′ 42″ O | Einfriedung         | Schulhofeinfriedung des Hainberg-Gymnasiums nach Westen zum Friedländer Weg, erbaut 1912–13 gleichzeitig mit der Schule. Teil der Baudenkmal-Gruppe „Höhere Mädchenschule Göttingen“ (ID: 49626504) Geschützt nach § 3 (3) NDSchG      | 49626680 | BW             |
| Friedländer Weg 29 51° 31′ 52″ N, 9° 56′ 43″ O | Eckhaus             | erbaut 1892; Architekt: Wilhelm Rathkamp, Bauherr: Carl Gutberlet Geschützt nach § 3 (2) Einzelbaudenkmal NDSchG | 35861799 |                |
| Friedländer Weg 30 51° 31′ 50″ N, 9° 56′ 42″ O | Wohn-/Geschäftshaus | erbaut 1889; Architekt: Wilhelm Rathkamp, Bauherr: Ernst Lehmann Teil der Baudenkmal-Gruppe „Friedländer Weg 30“ (ID: 35853327) Geschützt nach § 3 (3) NDSchG                                                                          | 35866307 |                |
| Friedländer Weg 31 51° 31′ 51″ N, 9° 56′ 44″ O | Wohnhaus            | Mietwohnhaus, erbaut ca. 1888, Dach vermutlich um 1910 verändert Geschützt nach § 3 (2) Einzelbaudenkmal NDSchG | 35861780 |                |
| Friedländer Weg 32 51° 31′ 49″ N, 9° 56′ 41″ O | Villa               | erbaut 1885; Architekt: Conrad Rathkamp, Bauherr: David Peipers Teil der Baudenkmal-Gruppe „Friedländer Weg 30“ (ID: 35853327) Geschützt nach § 3 (3) NDSchG                                                                           | 35866286 |                |
| Friedländer Weg 47 51° 31′ 45″ N, 9° 56′ 46″ O | Wohnhaus            | erbaut ca. 1896 Geschützt nach § 3 (2) Einzelbaudenkmal NDSchG | 35861761 |                |
| Friedländer Weg 55 51° 31′ 43″ N, 9° 56′ 47″ O | Wohnhaus            | Geschützt nach § 3 (2) Einzelbaudenkmal NDSchG | 35861742 |                |
| Friedländer Weg 63 51° 31′ 38″ N, 9° 56′ 48″ O | Wohnhaus            | erbaut ca. 1900 Teil der Baudenkmal-Gruppe „Am Steinsgraben“ (ID: 35853099) Geschützt nach § 3 (3) NDSchG | 35869533 | Weitere Bilder |
| Friedländer Weg 63 51° 31′ 38″ N, 9° 56′ 48″ O | Einfriedung         | erbaut ca. 1900 Teil der Baudenkmal-Gruppe „Am Steinsgraben“ (ID: 35853099) Geschützt nach § 3 (3) NDSchG | 35868126 | Weitere Bilder |

### Friedrich-Naumann-Straße
| Lage                                                    | Bezeichnung    | Beschreibung | ID       | Bild           |
| ------------------------------------------------------- | -------------- | --- | -------- | -------------- |
| Friedrich-Naumann-Straße 68 51° 32′ 30″ N, 9° 54′ 50″ O | Christuskirche | ev.-luth. Christuskirche; Architekt: Diez Brandi Geschützt nach § 3 (2) Einzelbaudenkmal NDSchG                  | 35862923 | Weitere Bilder |
| Friedrich-Naumann-Straße 68 51° 32′ 30″ N, 9° 54′ 51″ O | Gemeindehaus   | Gemeindehaus der ev.-luth. Christuskirche; Architekt: Diez Brandi Geschützt nach § 3 (2) Einzelbaudenkmal NDSchG | 35857627 | Weitere Bilder |

### Geismar Landstraße
| Lage                                              | Bezeichnung | Beschreibung | ID       | Bild           |
| ------------------------------------------------- | ----------- | --- | -------- | -------------- |
| Geismar Landstraße 11 51° 31′ 43″ N, 9° 56′ 34″ O | Sternwarte  | Sternwarte Göttingen, erbaut 1803–16; Entwurf von Georg Heinrich Borheck, abgeändert von Justus Heinrich Müller 1814, Umbau mit beweglicher Kuppel, Meridianspalten und Attikageschoss 1887/88 durch Breymann. Reste der historischen optischen Geräte sind erhalten. Geschützt nach § 3 (2) Einzelbaudenkmal NDSchG                                                                    | 35858344 | Weitere Bilder |
| Geismar Landstraße 11 51° 31′ 43″ N, 9° 56′ 33″ O | Einfriedung | Mauer der Grundstücksbegrenzung sowie Stützmauer und Geländer des erhöhten Bereichs um das Gebäude Geschützt nach § 3 (2) Einzelbaudenkmal NDSchG | 35857790 | Weitere Bilder |
| Geismar Landstraße 15 51° 31′ 41″ N, 9° 56′ 41″ O | Villa       | erbaut ca. 1870 Geschützt nach § 3 (2) Einzelbaudenkmal NDSchG | 35861703 |                |
| Geismar Landstraße 24 51° 31′ 36″ N, 9° 56′ 41″ O | Wohnhaus    | erbaut ca. 1888 Geschützt nach § 3 (2) Einzelbaudenkmal NDSchG | 35861684 |                |
| Geismar Landstraße 88 51° 31′ 13″ N, 9° 57′ 2″ O  | Wohnhaus    | Flachdachbau mit drei Wohngeschossen und einem niedrigeren Dachbodengeschoss, Treppenhäuser leicht vorspringend; erbaut in der späten Weimarer Republik 1929–31 als städtischer sozialer Wohnungsbau; Beispiel für Zeilenhäuser des Neuen Bauens; Architekt: Walter Krauspe Teil der Baudenkmal-Gruppe „Wohnhaus Geismar Landstraße 88-98“ (ID: 35853392) Geschützt nach § 3 (3) NDSchG | 35865803 | Weitere Bilder |
| Geismar Landstraße 90 51° 31′ 13″ N, 9° 57′ 2″ O  | Wohnhaus    | Flachdachbau mit drei Wohngeschossen und einem niedrigeren Dachbodengeschoss, Treppenhäuser leicht vorspringend; erbaut in der späten Weimarer Republik 1929–31 als städtischer sozialer Wohnungsbau; Beispiel für Zeilenhäuser des Neuen Bauens; Architekt: Walter Krauspe Teil der Baudenkmal-Gruppe „Wohnhaus Geismar Landstraße 88-98“ (ID: 35853392) Geschützt nach § 3 (3) NDSchG | 35865782 | Weitere Bilder |
| Geismar Landstraße 92 51° 31′ 12″ N, 9° 57′ 3″ O  | Wohnhaus    | Flachdachbau mit drei Wohngeschossen und einem niedrigeren Dachbodengeschoss, Treppenhäuser leicht vorspringend; erbaut in der späten Weimarer Republik 1929–31 als städtischer sozialer Wohnungsbau; Beispiel für Zeilenhäuser des Neuen Bauens; Architekt: Walter Krauspe Teil der Baudenkmal-Gruppe „Wohnhaus Geismar Landstraße 88-98“ (ID: 35853392) Geschützt nach § 3 (3) NDSchG | 35865761 | Weitere Bilder |
| Geismar Landstraße 94 51° 31′ 12″ N, 9° 57′ 3″ O  | Wohnhaus    | Flachdachbau mit drei Wohngeschossen und einem niedrigeren Dachbodengeschoss, Treppenhäuser leicht vorspringend; erbaut in der späten Weimarer Republik 1929–31 als städtischer sozialer Wohnungsbau; Beispiel für Zeilenhäuser des Neuen Bauens; Architekt: Walter Krauspe Teil der Baudenkmal-Gruppe „Wohnhaus Geismar Landstraße 88-98“ (ID: 35853392) Geschützt nach § 3 (3) NDSchG | 35865740 | Weitere Bilder |
| Geismar Landstraße 96 51° 31′ 11″ N, 9° 57′ 3″ O  | Wohnhaus    | Flachdachbau mit drei Wohngeschossen und einem niedrigeren Dachbodengeschoss, Treppenhäuser leicht vorspringend; erbaut in der späten Weimarer Republik 1929–31 als städtischer sozialer Wohnungsbau; Beispiel für Zeilenhäuser des Neuen Bauens; Architekt: Walter Krauspe Teil der Baudenkmal-Gruppe „Wohnhaus Geismar Landstraße 88-98“ (ID: 35853392) Geschützt nach § 3 (3) NDSchG | 35865719 | Weitere Bilder |
| Geismar Landstraße 98 51° 31′ 11″ N, 9° 57′ 3″ O  | Wohnhaus    | Flachdachbau mit drei Wohngeschossen und einem niedrigeren Dachbodengeschoss, Treppenhäuser leicht vorspringend; erbaut in der späten Weimarer Republik 1929–31 als städtischer sozialer Wohnungsbau; Beispiel für Zeilenhäuser des Neuen Bauens; Architekt: Walter Krauspe Teil der Baudenkmal-Gruppe „Wohnhaus Geismar Landstraße 88-98“ (ID: 35853392) Geschützt nach § 3 (3) NDSchG | 35865698 | Weitere Bilder |

### Goßlerstraße
| Lage                                         | Bezeichnung       | Beschreibung | ID       | Bild |
| -------------------------------------------- | ----------------- | --- | -------- | ---- |
| Goßlerstraße 2 51° 32′ 22″ N, 9° 56′ 22″ O   | Wohnhaus          | erbaut ca. 1874 Teil der Gruppe „Nikolausberger Weg“ (ID: 35853937) Geschützt nach § 3 (3) NDSchG                                       | 35871561 |      |
| Goßlerstraße 10 51° 32′ 26″ N, 9° 56′ 20″ O  | Klinikgebäude     | ehem. Pathologisches Institut, erbaut 1889–91. Teil der Gruppe „ehem. Vereinigte Kliniken“ (ID: 35853444) Geschützt nach § 3 (3) NDSchG | 35866415 |      |
| Goßlerstraße 13 51° 32′ 32″ N, 9° 56′ 15″ O  | Akademische Burse | erbaut 1946–53; Architekt: Diez Brandi Geschützt nach § 3 (2) Einzelbaudenkmal NDSchG                                                   | 35861506 |      |
| Goßlerstraße 14 51° 32′ 32″ N, 9° 56′ 17″ O  | Klinikgebäude     | ehem. Augenklinik, erbaut 1904–06. Teil der Gruppe „ehem. Vereinigte Kliniken“ (ID: 35853444) Geschützt nach § 3 (3) NDSchG             | 35866708 |      |
| Goßlerstraße 16a 51° 32′ 37″ N, 9° 56′ 15″ O | Klinikgebäude     | Teil der Gruppe „ehem. Vereinigte Kliniken“ (ID: 35853444) Geschützt nach § 3 (3) NDSchG                                                | 35866686 |      |

### Gothaer Platz
| Lage                                        | Bezeichnung | Beschreibung | ID       | Bild |
| ------------------------------------------- | ----------- | --- | -------- | ---- |
| Gothaer Platz 1 51° 31′ 32″ N, 9° 56′ 51″ O | Wohnhaus    | ehemalige Wohnhäuser für Unteroffiziersfamilen der Städtischen Kaserne, erbaut ca. 1890 Geschützt nach § 3 (2) Einzelbaudenkmal NDSchG | 35861526 |      |

### Groner Landstraße
| Lage                                            | Bezeichnung      | Beschreibung | ID       | Bild           |
| ----------------------------------------------- | ---------------- | --- | -------- | -------------- |
| Groner Landstraße 51° 32′ 5″ N, 9° 54′ 46″ O    | Leineberggericht | Geschützt nach § 3 (2) Einzeldenkmal NDSchG | 35860839 | Weitere Bilder |
| Groner Landstraße 51° 32′ 5″ N, 9° 54′ 46″ O    | Gerichtslinde    | Baum auf dem Leineberggericht Geschützt nach § 3 (2) Einzeldenkmal NDSchG                                                                                     | 35857606 | Weitere Bilder |
| Groner Landstraße 1 51° 31′ 59″ N, 9° 55′ 35″ O | Wohnhaus         | Umbau der Dachzone 1913. Teil des Ensembles „Vorstadt-Häusergruppe Groner Landstr. / Bürgerstr. / Rosdorfer Weg“ (ID: 35853223) Geschützt nach § 3 (3) NDSchG | 35864741 |                |
| Groner Landstraße 3 51° 31′ 59″ N, 9° 55′ 33″ O | Wohnhaus         | Teil des Ensembles „Vorstadt-Häusergruppe Groner Landstr. / Bürgerstr. / Rosdorfer Weg“ (ID: 35853223) Geschützt nach § 3 (3) NDSchG                          | 35864720 |                |

### Groner-Tor-Straße
| Lage                                            | Bezeichnung | Beschreibung | ID       | Bild           |
| ----------------------------------------------- | ----------- | --- | -------- | -------------- |
| Groner-Tor-Straße 1 51° 31′ 58″ N, 9° 55′ 37″ O | Wohnhaus    | erbaut 1871; Architekt: Conrad Rathkamp Teil des Ensembles „Vorstadt-Häusergruppe Groner Landstr. / Bürgerstr. / Rosdorfer Weg“ (ID: 35853223) Geschützt nach § 3 (3) NDSchG | 35864699 | Weitere Bilder |

### Hainholzweg
| Lage                                       | Bezeichnung     | Beschreibung | ID       | Bild           |
| ------------------------------------------ | --------------- | --- | -------- | -------------- |
| Hainholzweg 51° 31′ 55″ N, 9° 56′ 33″ O    | Albanifriedhof  | Ehem. Friedhof der Kirchengemeinden St. Albani und St. Nikolai und des Hospitals St. Crucis; angelegt 1783 auf einer alten Schanze der Stadtbefestigung, stillgelegt 1881; unter anderem mit Grabmal von Carl Friedrich Gauß Teil der Gruppe „Albanifriedhof“ (ID: 35853059) Geschützt nach § 3 (3) NDSchG | 35865393 | Weitere Bilder |
| Hainholzweg 51° 31′ 59″ N, 9° 56′ 33″ O    | Cheltenhampark  | Parkanlage im Bereich der ehemaligen Stadtbefestigung, benannt nach der britischen Partnerstadt Göttingens Teil der Gruppe „Albanifriedhof“ (ID: 35853059) Geschützt nach § 3 (3) NDSchG | 35865349 | Weitere Bilder |
| Hainholzweg 51° 31′ 59″ N, 9° 56′ 32″ O    | Rohns-Obelisk   | Gedenkstein für Christian Friedrich Andreas Rohns Teil der Gruppe „Albanifriedhof“ (ID: 35853059) Geschützt nach § 3 (3) NDSchG | 35863637 |                |
| Hainholzweg 51° 31′ 57″ N, 9° 56′ 31″ O    | Schwänchenteich | Rest des alten Wassergrabens der Stadtbefestigung mit befestigter Staustufe Teil der Gruppe „Albanifriedhof“ (ID: 35853059) Geschützt nach § 3 (3) NDSchG | 35865371 | Weitere Bilder |
| Hainholzweg 3 51° 31′ 59″ N, 9° 56′ 36″ O  | Villa           | erbaut 1870; Architekt: Conrad Rathkamp, Bauherr: Georg Butze Geschützt nach § 3 (2) Einzelbaudenkmal NDSchG | 35861361 |                |
| Hainholzweg 11 51° 32′ 0″ N, 9° 56′ 40″ O  | Villa           | erbaut 1868; Architekt: Conrad Rathkamp, Bauherr: Otto Ernst Hartmann Teil der Gruppe „4 Villen rund um den Hainholzplatz“ (ID: 35853314) Geschützt nach § 3 (3) NDSchG | 35865505 |                |
| Hainholzweg 16 51° 31′ 59″ N, 9° 56′ 41″ O | Villa           | erbaut um 1875 Teil der Gruppe „4 Villen rund um den Hainholzplatz“ (ID: 35853314) Geschützt nach § 3 (3) NDSchG | 35865484 |                |
| Hainholzweg 20 51° 31′ 59″ N, 9° 56′ 46″ O | Villa           | erbaut ca. 1870, Verbindungshaus des Corps Curonia Goettingensis Geschützt nach § 3 (2) Einzelbaudenkmal NDSchG | 35861342 |                |
| Hainholzweg 31 51° 32′ 2″ N, 9° 57′ 0″ O   | Teepavillon     | erbaut ca. 1900 Geschützt nach § 3 (2) Einzelbaudenkmal NDSchG | 35861322 |                |
| Hainholzweg 44 51° 32′ 0″ N, 9° 57′ 0″ O   | Wohnhaus        | Teil der Gruppe „Wohnhäuser Hainholzweg 44, 44A“ (ID: 44289685) Geschützt nach § 3 (3) NDSchG | 44095789 |                |
| Hainholzweg 44 51° 32′ 0″ N, 9° 57′ 0″ O   | Einfriedung     | Teil der Gruppe „Wohnhäuser Hainholzweg 44, 44A“ (ID: 44289685) Geschützt nach § 3 (3) NDSchG | 44292484 |                |
| Hainholzweg 44a 51° 32′ 0″ N, 9° 57′ 1″ O  | Wohnhaus        | Teil der Gruppe „Wohnhäuser Hainholzweg 44, 44A“ (ID: 44289685) Geschützt nach § 3 (3) NDSchG | 44096157 |                |

### Hanssenstraße
| Lage                                         | Bezeichnung | Beschreibung | ID       | Bild |
| -------------------------------------------- | ----------- | --- | -------- | ---- |
| Hanssenstraße 3 51° 32′ 15″ N, 9° 56′ 42″ O  | Villa       | erbaut 1892 von Conrad Rathkamp & Söhne Teil der Gruppe „Planckstraße“ (ID: 35854067) Geschützt nach § 3 (3) NDSchG                    | 39479544 |      |
| Hanssenstraße 6 51° 32′ 14″ N, 9° 56′ 44″ O  | Eckhaus     | erbaut ca. 1892 Teil der Gruppe „Hanssenstraße“ (ID: 35853563) Geschützt nach § 3 (3) NDSchG                                           | 35867098 |      |
| Hanssenstraße 8 51° 32′ 15″ N, 9° 56′ 44″ O  | Wohnhaus    | erbaut um 1890 Teil der Gruppe „Hanssenstraße“ (ID: 35853563) Geschützt nach § 3 (3) NDSchG                                            | 35867077 |      |
| Hanssenstraße 10 51° 32′ 16″ N, 9° 56′ 44″ O | Wohnhaus    | dat. 1890 Teil der Gruppe „Hanssenstraße“ (ID: 35853563) Geschützt nach § 3 (3) NDSchG                                                 | 35867055 |      |
| Hanssenstraße 11 51° 32′ 18″ N, 9° 56′ 41″ O | Wohnhaus    | erbaut 1898 von Conrad Rathkamp & Söhne für Johann Peters Teil der Gruppe „Hanssenstraße“ (ID: 35853563) Geschützt nach § 3 (3) NDSchG | 35866970 |      |
| Hanssenstraße 12 51° 32′ 17″ N, 9° 56′ 43″ O | Wohnhaus    | erbaut um 1890 Teil der Gruppe „Hanssenstraße“ (ID: 35853563) Geschützt nach § 3 (3) NDSchG                                            | 35867034 |      |
| Hanssenstraße 14 51° 32′ 18″ N, 9° 56′ 43″ O | Eckhaus     | erbaut ca. 1901 Teil der Gruppe „Hanssenstraße“ (ID: 35853563) Geschützt nach § 3 (3) NDSchG                                           | 35867012 |      |
| Hanssenstraße 16 51° 32′ 19″ N, 9° 56′ 43″ O | Wohnhaus    | erbaut ca. 1900 Teil der Gruppe „Hanssenstraße“ (ID: 35853563) Geschützt nach § 3 (3) NDSchG                                           | 35866991 | BW   |

### Heinrich-Düker-Weg
| Lage                                              | Bezeichnung   | Beschreibung                                                                             | ID       | Bild |
| ------------------------------------------------- | ------------- | ---------------------------------------------------------------------------------------- | -------- | ---- |
| Heinrich-Düker-Weg 5 51° 32′ 29″ N, 9° 56′ 19″ O  | Klinikgebäude | Teil der Gruppe „ehem. Vereinigte Kliniken“ (ID: 35853444) Geschützt nach § 3 (3) NDSchG | 35866497 |      |
| Heinrich-Düker-Weg 8 51° 32′ 26″ N, 9° 56′ 23″ O  | Klinikgebäude | Teil der Gruppe „ehem. Vereinigte Kliniken“ (ID: 35853444) Geschützt nach § 3 (3) NDSchG | 35866664 | BW   |
| Heinrich-Düker-Weg 12 51° 32′ 32″ N, 9° 56′ 21″ O | Klinikgebäude | Teil der Gruppe „ehem. Vereinigte Kliniken“ (ID: 35853444) Geschützt nach § 3 (3) NDSchG | 35866730 |      |

### Heinz-Erhardt-Platz
Eintrag unter Berliner Straße

### Hermann-Föge-Weg
| Lage                                            | Bezeichnung     | Beschreibung | ID       | Bild |
| ----------------------------------------------- | --------------- | --- | -------- | ---- |
| Hermann-Föge-Weg 1 51° 32′ 24″ N, 9° 56′ 50″ O  | Wohnhaus        | erbaut ca. 1900 Teil der Gruppe „Hermann-Föge-Weg“ (ID: 35853576) Geschützt nach § 3 (3) NDSchG                    | 35869512 |      |
| Hermann-Föge-Weg 2 51° 32′ 24″ N, 9° 56′ 53″ O  | Wohnhaus        | erbaut ca. 1903 Teil der Gruppe „Hermann-Föge-Weg“ (ID: 35853576) Geschützt nach § 3 (3) NDSchG                    | 35869449 |      |
| Hermann-Föge-Weg 3 51° 32′ 24″ N, 9° 56′ 50″ O  | Wohnhaus        | erbaut ca. 1900 Teil der Gruppe „Hermann-Föge-Weg“ (ID: 35853576) Geschützt nach § 3 (3) NDSchG                    | 35869491 | BW   |
| Hermann-Föge-Weg 4 51° 32′ 25″ N, 9° 56′ 53″ O  | Wohnhaus        | erbaut ca. 1900; Architekt: Krafft Teil der Gruppe „Hermann-Föge-Weg“ (ID: 35853576) Geschützt nach § 3 (3) NDSchG | 35869428 |      |
| Hermann-Föge-Weg 5 51° 32′ 25″ N, 9° 56′ 50″ O  | Wohnhaus        | erbaut ca. 1902 Teil der Gruppe „Hermann-Föge-Weg“ (ID: 35853576) Geschützt nach § 3 (3) NDSchG                    | 35869470 |      |
| Hermann-Föge-Weg 6 51° 32′ 25″ N, 9° 56′ 53″ O  | Wohnhaus        | erbaut ca. 1900 Teil der Gruppe „Hermann-Föge-Weg“ (ID: 35853576) Geschützt nach § 3 (3) NDSchG                    | 35869407 |      |
| Hermann-Föge-Weg 7 51° 32′ 26″ N, 9° 56′ 50″ O  | Wohnhaus        | Teil der Gruppe „Hermann-Föge-Weg“ (ID: 35853576) Geschützt nach § 3 (3) NDSchG                                    | 45451173 |      |
| Hermann-Föge-Weg 8 51° 32′ 26″ N, 9° 56′ 53″ O  | Verbindungshaus | erbaut ca. 1900 Teil der Gruppe „Hermann-Föge-Weg“ (ID: 35853576) Geschützt nach § 3 (3) NDSchG                    | 35869386 |      |
| Hermann-Föge-Weg 10 51° 32′ 27″ N, 9° 56′ 53″ O | Wohnhaus        | erbaut ca. 1895 Teil der Gruppe „Hermann-Föge-Weg“ (ID: 35853576) Geschützt nach § 3 (3) NDSchG                    | 35869365 |      |
| Hermann-Föge-Weg 12 51° 32′ 28″ N, 9° 56′ 52″ O | Wohnhaus        | erbaut ca. 1908 Teil der Gruppe „Hermann-Föge-Weg“ (ID: 35853576) Geschützt nach § 3 (3) NDSchG                    | 35869344 |      |

### Herzberger Landstraße
| Lage                                                  | Bezeichnung                                                     | Beschreibung | ID       | Bild           |
| ----------------------------------------------------- | --------------------------------------------------------------- | --- | -------- | -------------- |
| Herzberger Landstraße 1 51° 32′ 6″ N, 9° 56′ 33″ O    | Villa                                                           | erbaut 1871 durch Conrad Rathkamp für den Universitäts-Musikdirektor Eduard Hille Teil der Baudenkmal-Gruppe „Herzberger Landstraße“ (ID: 35853590) Geschützt nach § 3 (3) NDSchG | 35869323 |                |
| Herzberger Landstraße 2 51° 32′ 4″ N, 9° 56′ 38″ O    | ehem. Verbindungshaus                                           | zweigeschossiger Putzbau mit aufwendiger Gestaltung, erbaut 1928 Geschützt nach § 3 (2) Einzelbaudenkmal NDSchG | 35858263 |                |
| Herzberger Landstraße 3 51° 32′ 6″ N, 9° 56′ 34″ O    | Villa                                                           | erbaut ca. 1870; Architekt: Heinrich Gerber Teil der Baudenkmal-Gruppe „Herzberger Landstraße“ (ID: 35853590) Geschützt nach § 3 (3) NDSchG | 35869302 |                |
| Herzberger Landstraße 7 51° 32′ 6″ N, 9° 56′ 36″ O    | Villa                                                           | erbaut ca. 1865 Teil der Baudenkmal-Gruppe „Herzberger Landstraße“ (ID: 35853590) Geschützt nach § 3 (3) NDSchG | 35869281 |                |
| Herzberger Landstraße 9 51° 32′ 5″ N, 9° 56′ 37″ O    | Villa, seit 1908 Haus der Burschenschaft Hannovera (Grünenhaus) | erbaut 1867; Architekt: Eduard Freise, Bauherr: Albrecht Ritschl Teil der Baudenkmal-Gruppe „Herzberger Landstraße“ (ID: 35853590) Geschützt nach § 3 (3) NDSchG | 35868299 | Weitere Bilder |
| Herzberger Landstraße 11 51° 32′ 6″ N, 9° 56′ 38″ O   | Villa                                                           | erbaut 1864, Westerweiterung um 1900; Architekt: Conrad Rathkamp, Bauherr: Theodor Wolff Teil der Baudenkmal-Gruppe „Herzberger Landstraße“ (ID: 35853590) Geschützt nach § 3 (3) NDSchG | 35869260 |                |
| Herzberger Landstraße 13 51° 32′ 6″ N, 9° 56′ 44″ O   | Villa                                                           | Verbindungshaus in Tuffstein, erbaut ca. 1870/71 Teil der Baudenkmal-Gruppe „Herzberger Landstraße“ (ID: 35853590) Geschützt nach § 3 (3) NDSchG | 35869239 |                |
| Herzberger Landstraße 15 51° 32′ 7″ N, 9° 56′ 45″ O   | Villa                                                           | erbaut 1868 durch Conrad Rathkamp Teil der Baudenkmal-Gruppe „Herzberger Landstraße“ (ID: 35853590) Geschützt nach § 3 (3) NDSchG | 35869218 |                |
| Herzberger Landstraße 25 51° 32′ 8″ N, 9° 56′ 50″ O   | Villa, sogenannte Von Bar'sche Villa                            | erbaut 1880; Architekt: Heinrich Gerber, Bauherr: Carl Ludwig von Bar Geschützt nach § 3 (2) Einzelbaudenkmal NDSchG | 35861302 |                |
| Herzberger Landstraße 26 51° 32′ 7″ N, 9° 56′ 57″ O   | Mehrfamilienvilla                                               | Geschützt nach § 3 (2) Einzelbaudenkmal NDSchG | 39709669 |                |
| Herzberger Landstraße 33 51° 32′ 9″ N, 9° 56′ 55″ O   | Villa                                                           | erbaut 1884; Architekt: Conrad Rathkamp, Bauherr: August von Kluckhohn Geschützt nach § 3 (2) Einzelbaudenkmal NDSchG | 35861283 |                |
| Herzberger Landstraße 34 51° 32′ 8″ N, 9° 57′ 1″ O    | Wohnhaus                                                        | Sichtfachwerkbau, erbaut ca. 1889 Teil der Baudenkmal-Gruppe „Merkelstraße 2–7“ (ID: 35853898) Geschützt nach § 3 (3) NDSchG | 35871855 | Weitere Bilder |
| Herzberger Landstraße 45 51° 32′ 11″ N, 9° 57′ 4″ O   | Villa                                                           | erbaut ca. 1906/07 Geschützt nach § 3 (2) Einzelbaudenkmal NDSchG | 35861264 | Weitere Bilder |
| Herzberger Landstraße 47 51° 32′ 11″ N, 9° 57′ 5″ O   | Villa                                                           | erbaut 1906/07; Architekt: Tilemann Geschützt nach § 3 (2) Einzelbaudenkmal NDSchG | 35861245 | Weitere Bilder |
| Herzberger Landstraße 48 51° 32′ 10″ N, 9° 57′ 13″ O  | Villa                                                           | erbaut 1910; Bauherr: Edmund Landau Geschützt nach § 3 (2) Einzelbaudenkmal NDSchG | 35861226 | Weitere Bilder |
| Herzberger Landstraße 52 51° 32′ 10″ N, 9° 57′ 16″ O  | Villa, sogenanntes Haus Stein                                   | erbaut 1912; Architekt: Johannes Ludovicus Mathieu Lauweriks, Bauherr: Walther Stein Geschützt nach § 3 (2) Einzelbaudenkmal NDSchG | 35861200 | Weitere Bilder |
| Herzberger Landstraße 52 51° 32′ 11″ N, 9° 57′ 16″ O  | Garten Haus Stein                                               | Geschützt nach § 3 (2) Einzelbaudenkmal NDSchG | 35857719 | Weitere Bilder |
| Herzberger Landstraße 52 51° 32′ 11″ N, 9° 57′ 16″ O  | Einfriedung Haus Stein                                          | Geschützt nach § 3 (2) Einzelbaudenkmal NDSchG | 35858062 | Weitere Bilder |
| Herzberger Landstraße 81 51° 32′ 12″ N, 9° 57′ 25″ O  | Villa                                                           | Geschützt nach § 3 (2) Einzelbaudenkmal NDSchG | 35863182 |                |
| Herzberger Landstraße 81 51° 32′ 12″ N, 9° 57′ 25″ O  | Gartenpavillon                                                  | Geschützt nach § 3 (2) Einzelbaudenkmal NDSchG | 35857650 |                |
| Herzberger Landstraße 81 51° 32′ 12″ N, 9° 57′ 25″ O  | Einfriedung                                                     | Geschützt nach § 3 (2) Einzelbaudenkmal NDSchG | 35858016 |                |
| Herzberger Landstraße 82 51° 32′ 8″ N, 9° 57′ 32″ O   | Wohnhaus                                                        | Städtische Pumpstation mit Dienstwohnung des Mechanikers, erbaut ca. 1897 Geschützt nach § 3 (2) Einzelbaudenkmal NDSchG | 35861181 | Weitere Bilder |
| Herzberger Landstraße 180 51° 32′ 42″ N, 9° 57′ 50″ O | Institutsgebäude, Geophysikalisches Institut                    | erbaut 1901 Teil der Baudenkmal-Gruppe „Geophysikalisches Institut“ (ID: 35855537) Geschützt nach § 3 (3) NDSchG | 35881461 | BW             |
| Herzberger Landstraße 180 51° 32′ 43″ N, 9° 57′ 53″ O | Hochschulgebäude, Geophysikalisches Institut                    | erbaut 1902 Teil der Baudenkmal-Gruppe „Geophysikalisches Institut“ (ID: 35855537) Geschützt nach § 3 (3) NDSchG | 35881490 | Weitere Bilder |
| Herzberger Landstraße 180 51° 32′ 40″ N, 9° 57′ 48″ O | Pförtnerhaus, Geophysikalisches Institut                        | Teil der Baudenkmal-Gruppe „Geophysikalisches Institut“ (ID: 35855537) Geschützt nach § 3 (3) NDSchG | 35881755 |                |
| Herzberger Landstraße 180 51° 32′ 43″ N, 9° 57′ 52″ O | Gartenhäuschen, Geophysikalisches Institut                      | Teil der Baudenkmal-Gruppe „Geophysikalisches Institut“ (ID: 35855537) Geschützt nach § 3 (3) NDSchG | 35881731 | Weitere Bilder |
| Herzberger Landstraße 180 51° 32′ 40″ N, 9° 57′ 48″ O | Toranlage, Geophysikalisches Institut                           | Teil der Baudenkmal-Gruppe „Geophysikalisches Institut“ (ID: 35855537) Geschützt nach § 3 (3) NDSchG | 35877311 |                |
| Herzberger Landstraße 182 51° 32′ 45″ N, 9° 57′ 52″ O | Gauß-Haus                                                       | erbaut 1833 von Carl Friedrich Gauß im Garten der Sternwarte (Geismar Landstraße) ohne Verwendung von Eisenteilen als erdmagnetisches Observatorium, 1902 an die Herzberger Landstraße versetzt Teil der Baudenkmal-Gruppe „Geophysikalisches Institut“ (ID: 35855537) Geschützt nach § 3 (3) NDSchG | 35880563 | Weitere Bilder |

### Hiroshima-Platz
| Lage                                          | Bezeichnung                                                   | Beschreibung                                                                                          | ID       | Bild           |
| --------------------------------------------- | ------------------------------------------------------------- | --- | -------- | -------------- |
| Hiroshima-Platz 3 51° 31′ 44″ N, 9° 56′ 22″ O | Amtshaus der Stadtverwaltung, ehemals sogenannte Neue Kaserne | erbaut 1834/35 durch Christian Friedrich Andreas Rohns Geschützt nach § 3 (2) Einzelbaudenkmal NDSchG | 35861722 | Weitere Bilder |

### Humboldtallee
| Lage                                                                | Bezeichnung                                            | Beschreibung | ID       | Bild           |
| ------------------------------------------------------------------- | ------------------------------------------------------ | --- | -------- | -------------- |
| Humboldtallee 8 51° 32′ 28″ N, 9° 56′ 37″ O                         | Ehem. Frauenklinik Neu-Bethlehem                       | erbaut 1910–12 im Jugendstil hinter dem seit 1896 bestehenden älteren Krankenhaus Geschützt nach § 3 (2) Einzelbaudenkmal NDSchG | 35861061 | Weitere Bilder |
| Humboldtallee 11 51° 32′ 27″ N, 9° 56′ 29″ O                        | Medizinische Klinik der Vereinigten Kliniken Göttingen | Ehem. Medizinische Klinik Göttingen, erbaut 1888–1890. Teil der Gruppe „ehem. Vereinigte Kliniken“ (ID: 35853444) Geschützt nach § 3 (3) NDSchG | 35866476 |                |
| Humboldtallee 13 / Käte-Hamburger-Weg 3 51° 32′ 30″ N, 9° 56′ 24″ O | Chirurgische Klinik der Vereinigten Kliniken Göttingen | Ehem. Chirurgische Klinik Göttingen, erbaut 1889–1891. Teil der Gruppe „ehem. Vereinigte Kliniken“ (ID: 35853444) Geschützt nach § 3 (3) NDSchG | 35866883 | BW             |
| Humboldtallee 17 51° 32′ 32″ N, 9° 56′ 26″ O                        | Septisches Haus der Frauenklinik                       | „Septisches Haus“ der Frauenklinik Göttingen, erbaut 1907 als Ergänzung der angrenzenden Frauanklinik. Teil der Gruppe „ehem. Vereinigte Kliniken“ (ID: 35853444) Geschützt nach § 3 (3) NDSchG                                                                                    | 35866905 |                |
| Humboldtallee 19–21 51° 32′ 37″ N, 9° 56′ 24″ O                     | Frauenklinik der Vereinigten Kliniken Göttingen        | Baukomplex der Frauenklinik Göttingen, erbaut 1894-1896. Im südlichen Teil (Nr. 19) Krankenhausbau, im nördlichen die über einen Verbindungsgang angeschlossene Direktorenvilla (Nr. 21). Teil der Gruppe „ehem. Vereinigte Kliniken“ (ID: 35853444) Geschützt nach § 3 (3) NDSchG | 35866456 |                |
| Humboldtallee 23 51° 32′ 39″ N, 9° 56′ 24″ O                        | Physiologisches Institut                               | „Physiologisches Institut“ der Universitätsklinik Göttingen, erbaut 1936–38. Teil der Gruppe „ehem. Vereinigte Kliniken“ (ID: 35853444) Geschützt nach § 3 (3) NDSchG | 35866642 | BW             |

### Immanuel-Kant-Straße
| Lage                                                | Bezeichnung                  | Beschreibung                                                                          | ID       | Bild           |
| --------------------------------------------------- | ---------------------------- | ------------------------------------------------------------------------------------- | -------- | -------------- |
| Immanuel-Kant-Straße 46 51° 31′ 25″ N, 9° 56′ 47″ O | Kreuzkirche                  | erbaut 1957–62; Architekt: Diez Brandi Geschützt nach § 3 (2) Einzelbaudenkmal NDSchG | 35863069 | Weitere Bilder |
| Immanuel-Kant-Straße 46 51° 31′ 25″ N, 9° 56′ 45″ O | Gemeindesaal der Kreuzkirche | erbaut 1957–62; Architekt: Diez Brandi Geschützt nach § 3 (2) Einzelbaudenkmal NDSchG | 35858086 | Weitere Bilder |
| Immanuel-Kant-Straße 46 51° 31′ 24″ N, 9° 56′ 47″ O | Pfarrhaus der Kreuzkirche    | erbaut 1957–62; Architekt: Diez Brandi Geschützt nach § 3 (2) Einzelbaudenkmal NDSchG | 35857522 | Weitere Bilder |

### Jahnstraße
| Lage                                      | Bezeichnung | Beschreibung                                                                                          | ID       | Bild |
| ----------------------------------------- | ----------- | --- | -------- | ---- |
| Jahnstraße 4 51° 31′ 32″ N, 9° 55′ 44″ O  | Wohnhaus    | Teil der Gruppe „Wohnsiedlung Breymannstraße“ (ID: 35853184) Geschützt nach § 3 (3) NDSchG            | 35864205 |      |
| Jahnstraße 8 51° 31′ 30″ N, 9° 55′ 43″ O  | Wohnhaus    | erbaut 1937 Teil der Gruppe „Wohnsiedl. Jahnstraße 8-16“ (ID: 35853603) Geschützt nach § 3 (3) NDSchG | 35869134 |      |
| Jahnstraße 10 51° 31′ 30″ N, 9° 55′ 43″ O | Wohnhaus    | erbaut 1937 Teil der Gruppe „Wohnsiedl. Jahnstraße 8-16“ (ID: 35853603) Geschützt nach § 3 (3) NDSchG | 35869113 |      |
| Jahnstraße 12 51° 31′ 29″ N, 9° 55′ 42″ O | Wohnhaus    | erbaut 1937 Teil der Gruppe „Wohnsiedl. Jahnstraße 8-16“ (ID: 35853603) Geschützt nach § 3 (3) NDSchG | 35869092 |      |
| Jahnstraße 14 51° 31′ 29″ N, 9° 55′ 42″ O | Wohnhaus    | erbaut 1937 Teil der Gruppe „Wohnsiedl. Jahnstraße 8-16“ (ID: 35853603) Geschützt nach § 3 (3) NDSchG | 35869071 |      |
| Jahnstraße 16 51° 31′ 29″ N, 9° 55′ 43″ O | Wohnhaus    | erbaut 1937 Teil der Gruppe „Wohnsiedl. Jahnstraße 8-16“ (ID: 35853603) Geschützt nach § 3 (3) NDSchG | 35869050 |      |

### Kasseler Landstraße
| Lage                                              | Bezeichnung                      | Beschreibung | ID       | Bild           |
| ------------------------------------------------- | -------------------------------- | --- | -------- | -------------- |
| Kasseler Landstraße 1a 51° 32′ 4″ N, 9° 54′ 43″ O | Jüdischer Friedhof               | Jüdischer Friedhof Göttingen, angelegt wahrscheinlich im 17. Jahrhundert neben der Gerichtsstätte, erhaltene Grabsteine seit 1701 Teil der Gruppe „Kasseler Landstraße“ (ID: 35853668) Geschützt nach § 3 (3) NDSchG | 35868368 | Weitere Bilder |
| Kasseler Landstraße 1a 51° 32′ 3″ N, 9° 54′ 44″ O | Halle                            | Halle auf dem jüdischen Friedhof Teil der Gruppe „Kasseler Landstraße“ (ID: 35853668) Geschützt nach § 3 (3) NDSchG                                                                                                  | 35868222 | Weitere Bilder |
| Kasseler Landstraße 1a 51° 32′ 4″ N, 9° 54′ 45″ O | Einfriedung                      | Einfriedung des jüdischen Friedhofs Teil der Gruppe „Kasseler Landstraße“ (ID: 35853668) Geschützt nach § 3 (3) NDSchG                                                                                               | 35868052 | Weitere Bilder |
| Kasseler Landstraße 1 51° 31′ 55″ N, 9° 54′ 36″ O | Stadtfriedhof                    | angelegt 1881, erweitert 1899/1900 Teil der Gruppe „Kasseler Landstraße“ (ID: 35853668) Geschützt nach § 3 (3) NDSchG                                                                                                | 35868747 | Weitere Bilder |
| Kasseler Landstraße 1 51° 31′ 57″ N, 9° 54′ 35″ O | Friedhofskapelle                 | erbaut 1899/1900 durch Stadtbaurat Heinrich Gerber Teil der Gruppe „Kasseler Landstraße“ (ID: 35853668) Geschützt nach § 3 (3) NDSchG                                                                                | 35868717 | Weitere Bilder |
| Kasseler Landstraße 1 51° 32′ 3″ N, 9° 54′ 38″ O  | Stadtfriedhof, ehem. Gärtnerhaus | Teil der Gruppe „Kasseler Landstraße“ (ID: 35853668) Geschützt nach § 3 (3) NDSchG | 35868319 | Weitere Bilder |
| Kasseler Landstraße 1 51° 32′ 3″ N, 9° 54′ 40″ O  | ehem. Leichenhalle               | Teil der Gruppe „Kasseler Landstraße“ (ID: 35853668) Geschützt nach § 3 (3) NDSchG |          | Weitere Bilder |
| Kasseler Landstraße 1 51° 32′ 3″ N, 9° 54′ 39″ O  | Friedhofstor                     | Teil der Gruppe „Kasseler Landstraße“ (ID: 35853668) Geschützt nach § 3 (3) NDSchG | 35868196 | Weitere Bilder |
| Kasseler Landstraße 1 51° 32′ 1″ N, 9° 54′ 32″ O  | Friedhofstor                     | Teil der Gruppe „Kasseler Landstraße“ (ID: 35853668) Geschützt nach § 3 (3) NDSchG | 35868196 | Weitere Bilder |

### Käte-Hamburger-Weg
| Lage                                             | Bezeichnung                   | Beschreibung | ID       | Bild |
| ------------------------------------------------ | ----------------------------- | --- | -------- | ---- |
| Käte-Hamburger-Weg 3 51° 32′ 30″ N, 9° 56′ 26″ O | ehemalige chirurgische Klinik | Nur Bauteil zur Humboldtallee Teil der Gruppe „ehem. Vereinigte Kliniken“ (ID: 35853444) Geschützt nach § 3 (3) NDSchG | 35866883 | BW   |
| Käte-Hamburger-Weg 4 51° 32′ 27″ N, 9° 56′ 23″ O | Universitätsklinik            | Teil der Gruppe „ehem. Vereinigte Kliniken“ (ID: 35853444) Geschützt nach § 3 (3) NDSchG                               | 35866796 | BW   |
| Käte-Hamburger-Weg 6 51° 32′ 27″ N, 9° 56′ 25″ O | Universitätsklinik            | Teil der Gruppe „ehem. Vereinigte Kliniken“ (ID: 35853444) Geschützt nach § 3 (3) NDSchG                               | 35866818 |      |

### Keplerstraße
| Lage                                          | Bezeichnung       | Beschreibung | ID       | Bild |
| --------------------------------------------- | ----------------- | --- | -------- | ---- |
| Keplerstraße 3/3a 51° 31′ 47″ N, 9° 56′ 31″ O | Wohnhaus          | erbaut ca. 1903 Geschützt nach § 3 (2) Einzeldenkmal NDSchG                                                         | 35860819 | BW   |
| Keplerstraße 14 51° 31′ 45″ N, 9° 56′ 33″ O   | Wohnhaus          | erbaut 1907 Teil der Gruppe „Keplerstraße“ (ID: 35853681) Geschützt nach § 3 (3) NDSchG                             | 35868696 |      |
| Keplerstraße 16 51° 31′ 45″ N, 9° 56′ 34″ O   | freies Grundstück | Sichtachse zur Rückfront der Sternwarte Teil der Gruppe „Keplerstraße“ (ID: 35853681) Geschützt nach § 3 (3) NDSchG |          |      |
| Keplerstraße 18 51° 31′ 45″ N, 9° 56′ 35″ O   | Wohnhaus          | erbaut ca. 1902 Teil der Gruppe „Keplerstraße“ (ID: 35853681) Geschützt nach § 3 (3) NDSchG                         | 35868654 |      |

### Kreuzbergring
| Lage                                            | Bezeichnung               | Beschreibung                                                                             | ID       | Bild           |
| ----------------------------------------------- | ------------------------- | ---------------------------------------------------------------------------------------- | -------- | -------------- |
| Kreuzbergring 36/38 51° 32′ 37″ N, 9° 56′ 18″ O | Universitätsklinik        | Teil der Gruppe „ehem. Vereinigte Kliniken“ (ID: 35853444) Geschützt nach § 3 (3) NDSchG | 35866599 |                |
| Kreuzbergring 57 51° 32′ 43″ N, 9° 56′ 26″ O    | Ehemaliges ev. Waisenhaus | erbaut 1916; Architekten: Krafft & Pfaehler Geschützt nach § 3 (2) Einzeldenkmal NDSchG  | 35860799 | Weitere Bilder |

### Levinstraße
| Lage                                       | Bezeichnung                 | Beschreibung | ID       | Bild           |
| ------------------------------------------ | --------------------------- | --- | -------- | -------------- |
| Levinstraße 51° 32′ 44″ N, 9° 54′ 32″ O    | Levinscher Park             | Parkanlage, angelegt im späten 19. Jahrhundert in zwei Bauabschnitten Teil der Baudenkmal-Gruppe „Levinsche Wohlfahrtseinrichtungen“ (ID: 35853854) Geschützt nach § 3 (3) NDSchG                                                           | 35871267 | Weitere Bilder |
| Levinstraße 51° 32′ 40″ N, 9° 54′ 29″ O    | Fabrikteich Levinscher Park | Teich im Levinschen Park, angelegt im späten 19. Jahrhundert Teil der Baudenkmal-Gruppe „Levinsche Wohlfahrtseinrichtungen“ (ID: 35853854) Geschützt nach § 3 (3) NDSchG                                                                    | 35871177 | Weitere Bilder |
| Levinstraße 7 51° 32′ 42″ N, 9° 54′ 25″ O  | Villa                       | erbaut um 1900 im romantisierenden Stil der Heimatschutzbewegung als Massiv-/Fachwerkbau Teil der Baudenkmal-Gruppe „Levinsche Wohlfahrtseinrichtungen“ (ID: 35853854) Geschützt nach § 3 (3) NDSchG                                        | 35872258 |                |
| Levinstraße 8 51° 32′ 42″ N, 9° 54′ 27″ O  | Badehaus                    | erbaut um 1870 mit Badeeinrichtungen für die Arbeiter der Spinnerei Teil der Baudenkmal-Gruppe „Levinsche Wohlfahrtseinrichtungen“ (ID: 35853854) Geschützt nach § 3 (3) NDSchG                                                             | 35872281 |                |
| Levinstraße 12 51° 32′ 46″ N, 9° 54′ 31″ O | Fabrikantenvilla            | historistische Villa, erbaut um 1870; nach Kriegsschäden vereinfachte Wiederherstellung ohne Turmaufbauten 1950, Büroanbau 1959 Teil der Baudenkmal-Gruppe „Levinsche Wohlfahrtseinrichtungen“ (ID: 35853854) Geschützt nach § 3 (3) NDSchG | 35872307 |                |

### Lilienthalstraße
| Lage                                            | Bezeichnung | Beschreibung | ID       | Bild |
| ----------------------------------------------- | ----------- | --- | -------- | ---- |
| Lilienthalstraße 8 51° 31′ 43″ N, 9° 55′ 48″ O  | Wohnhaus    | Baubeginn 1929 Teil der Baudenkmal-Gruppe „Wohnsiedlung Marienstr./ Cramerstr./ Lilienthalstr.“ (ID: 35853301) Geschützt nach § 3 (3) NDSchG | 35864058 |      |
| Lilienthalstraße 10 51° 31′ 43″ N, 9° 55′ 48″ O | Wohnhaus    | Baubeginn 1929 Teil der Baudenkmal-Gruppe „Wohnsiedlung Marienstr./ Cramerstr./ Lilienthalstr.“ (ID: 35853301) Geschützt nach § 3 (3) NDSchG | 35864037 |      |
| Lilienthalstraße 12 51° 31′ 42″ N, 9° 55′ 48″ O | Wohnhaus    | Baubeginn 1929 Teil der Baudenkmal-Gruppe „Wohnsiedlung Marienstr./ Cramerstr./ Lilienthalstr.“ (ID: 35853301) Geschützt nach § 3 (3) NDSchG | 35864016 |      |
| Lilienthalstraße 14 51° 31′ 42″ N, 9° 55′ 48″ O | Wohnhaus    | Baubeginn 1929 Teil der Baudenkmal-Gruppe „Wohnsiedlung Marienstr./ Cramerstr./ Lilienthalstr.“ (ID: 35853301) Geschützt nach § 3 (3) NDSchG | 35863995 |      |
| Lilienthalstraße 16 51° 31′ 41″ N, 9° 55′ 48″ O | Wohnhaus    | Baubeginn 1929 Teil der Baudenkmal-Gruppe „Wohnsiedlung Marienstr./ Cramerstr./ Lilienthalstr.“ (ID: 35853301) Geschützt nach § 3 (3) NDSchG | 35863974 |      |
| Lilienthalstraße 18 51° 31′ 41″ N, 9° 55′ 47″ O | Wohnhaus    | Baubeginn 1929 Teil der Baudenkmal-Gruppe „Wohnsiedlung Marienstr./ Cramerstr./ Lilienthalstr.“ (ID: 35853301) Geschützt nach § 3 (3) NDSchG | 35863953 |      |

### Lotzestraße
| Lage                                         | Bezeichnung                             | Beschreibung | ID       | Bild           |
| -------------------------------------------- | --------------------------------------- | --- | -------- | -------------- |
| Lotzestraße 1 51° 31′ 43″ N, 9° 56′ 4″ O     | Wohnhaus                                | erbaut 1885; Architekt: Conrad Rathkamp, Bauherr: Friedrich Steinbrück, Stationsassistent Teil der Baudenkmal-Gruppe „Wohnhäuser, Lotzestr. 1-13“ (ID: 35853872) Geschützt nach § 3 (3) NDSchG       | 35872237 |                |
| Lotzestraße 2 51° 31′ 42″ N, 9° 56′ 2″ O     | Wohnhaus                                | Teil der Baudenkmal-Gruppe „Wohnhäuser, Lotzestr. 1-13“ (ID: 35853872) Geschützt nach § 3 (3) NDSchG                                                                                                 | 35872047 |                |
| Lotzestraße 3 51° 31′ 42″ N, 9° 56′ 4″ O     | Villa                                   | dat. 1889; Architekt: Wilhelm Rathkamp, Bauherr: August Meyer, Kaufmann Teil der Baudenkmal-Gruppe „Wohnhäuser, Lotzestr. 1-13“ (ID: 35853872) Geschützt nach § 3 (3) NDSchG                         | 35872216 |                |
| Lotzestraße 4 51° 31′ 42″ N, 9° 56′ 2″ O     | Wohnhaus                                | Teil der Baudenkmal-Gruppe „Wohnhäuser, Lotzestr. 1-13“ (ID: 35853872) Geschützt nach § 3 (3) NDSchG                                                                                                 | 35872026 |                |
| Lotzestraße 5 51° 31′ 41″ N, 9° 56′ 4″ O     | Wohnhaus                                | erbaut 1890; Architekt: Wilhelm Rathkamp, Bauherr: Heinrich Fascher, Eisenbahn-Betriebssekretär Teil der Baudenkmal-Gruppe „Wohnhäuser, Lotzestr. 1-13“ (ID: 35853872) Geschützt nach § 3 (3) NDSchG | 35872194 |                |
| Lotzestraße 7 51° 31′ 41″ N, 9° 56′ 4″ O     | Wohnhaus                                | erbaut 1889; Architekt: Wilhelm Rathkamp; Bauherr: Fritz Schoppe, Bademeister Teil der Baudenkmal-Gruppe „Wohnhäuser, Lotzestr. 1-13“ (ID: 35853872) Geschützt nach § 3 (3) NDSchG                   | 35872173 |                |
| Lotzestraße 9 51° 31′ 40″ N, 9° 56′ 5″ O     | Wohnhaus                                | Teil der Baudenkmal-Gruppe „Wohnhäuser, Lotzestr. 1-13“ (ID: 35853872) Geschützt nach § 3 (3) NDSchG                                                                                                 | 35872152 |                |
| Lotzestraße 11 51° 31′ 39″ N, 9° 56′ 4″ O    | Wohnhaus                                | Teil der Baudenkmal-Gruppe „Wohnhäuser, Lotzestr. 1-13“ (ID: 35853872) Geschützt nach § 3 (3) NDSchG                                                                                                 | 35872131 |                |
| Lotzestraße 13 51° 31′ 38″ N, 9° 56′ 4″ O    | Wohnhaus                                | erbaut ca. 1895 Teil der Baudenkmal-Gruppe „Wohnhäuser, Lotzestr. 1-13“ (ID: 35853872) Geschützt nach § 3 (3) NDSchG                                                                                 | 35872110 |                |
| Lotzestraße 16/18 51° 31′ 37″ N, 9° 56′ 0″ O | Ehem. Kaiser-Wilhelm-II.-Oberrealschule | erbaut 1892 in gelbem Klinker, Erweiterung um 1910 in Putz/Klinker; Architekt: Heinrich Gerber Geschützt nach § 3 (2) Einzeldenkmal NDSchG                                                           | 35860681 | Weitere Bilder |
| Lotzestraße 24 51° 31′ 32″ N, 9° 56′ 1″ O    | Wohnhaus                                | erbaut 1900; Architekt: Wilhelm Rathkamp; Bauherr: Carl Prignitz, Zimmermeister Geschützt nach § 3 (2) Einzeldenkmal NDSchG                                                                          | 35860662 |                |
| Lotzestraße 29 51° 31′ 30″ N, 9° 56′ 3″ O    | Wohnhaus                                | erbaut ca. 1907 Geschützt nach § 3 (2) Einzeldenkmal NDSchG | 35872089 |                |
| Lotzestraße 31 51° 31′ 29″ N, 9° 56′ 3″ O    | Wohnhaus                                | erbaut ca. 1907 Geschützt nach § 3 (2) Einzeldenkmal NDSchG | 35872068 |                |

### Marienstraße
| Lage                                        | Bezeichnung | Beschreibung | ID       | Bild |
| ------------------------------------------- | ----------- | --- | -------- | ---- |
| Marienstraße 21 51° 31′ 44″ N, 9° 55′ 41″ O | Wohnhaus    | Baubeginn 1929 Teil der Baudenkmal-Gruppe „Wohnsiedlung Marienstr./ Cramerstr./ Lilienthalstr.“ (ID: 35853301) Geschützt nach § 3 (3) NDSchG | 35864184 |      |
| Marienstraße 23 51° 31′ 43″ N, 9° 55′ 41″ O | Wohnhaus    | Baubeginn 1929 Teil der Baudenkmal-Gruppe „Wohnsiedlung Marienstr./ Cramerstr./ Lilienthalstr.“ (ID: 35853301) Geschützt nach § 3 (3) NDSchG | 35864163 |      |
| Marienstraße 25 51° 31′ 43″ N, 9° 55′ 42″ O | Wohnhaus    | Baubeginn 1929 Teil der Baudenkmal-Gruppe „Wohnsiedlung Marienstr./ Cramerstr./ Lilienthalstr.“ (ID: 35853301) Geschützt nach § 3 (3) NDSchG | 35864142 |      |
| Marienstraße 27 51° 31′ 42″ N, 9° 55′ 42″ O | Wohnhaus    | Baubeginn 1929 Teil der Baudenkmal-Gruppe „Wohnsiedlung Marienstr./ Cramerstr./ Lilienthalstr.“ (ID: 35853301) Geschützt nach § 3 (3) NDSchG | 35864121 |      |
| Marienstraße 29 51° 31′ 42″ N, 9° 55′ 42″ O | Wohnhaus    | Baubeginn 1929 Teil der Baudenkmal-Gruppe „Wohnsiedlung Marienstr./ Cramerstr./ Lilienthalstr.“ (ID: 35853301) Geschützt nach § 3 (3) NDSchG | 35864100 |      |
| Marienstraße 30 51° 31′ 45″ N, 9° 55′ 38″ O | Wohnhaus    | Teil der Baudenkmal-Gruppe „Siedlungsgruppe Wiesenstr.30-44, Rosdorfer Weg 23, Marienstr.30“ (ID: 35854668) Geschützt nach § 3 (3) NDSchG    | 35878275 |      |
| Marienstraße 31 51° 31′ 41″ N, 9° 55′ 42″ O | Wohnhaus    | Baubeginn 1929 Teil der Baudenkmal-Gruppe „Wohnsiedlung Marienstr./ Cramerstr./ Lilienthalstr.“ (ID: 35853301) Geschützt nach § 3 (3) NDSchG | 35864079 |      |

### Merkelstraße
| Lage                                     | Bezeichnung                   | Beschreibung | ID       | Bild           |
| ---------------------------------------- | ----------------------------- | --- | -------- | -------------- |
| Merkelstraße 2 51° 32′ 7″ N, 9° 57′ 2″ O | „Feierabendhaus“              | erbaut 1894/95 als Altenwohnheim für pensionierte Lehrerinnen durch den Verein Christlicher Lehrerinnen Teil der Baudenkmal-Gruppe „Merkelstraße 2–7“ (ID: 35853898) Geschützt nach § 3 (3) NDSchG                                         | 35871204 |                |
| Merkelstraße 3 51° 32′ 8″ N, 9° 57′ 5″ O | Hahnsche Villa                | erbaut ca. 1907 Teil der Baudenkmal-Gruppe „Merkelstraße 2–7“ (ID: 35853898) Geschützt nach § 3 (3) NDSchG | 35871963 | Weitere Bilder |
| Merkelstraße 4 51° 32′ 4″ N, 9° 57′ 4″ O | Villa Levin                   | erbaut 1899/1900; Architekten: Hans Grisebach und Georg Dinklage; Bauherr: Ferdinand Levin; späterer Anbau im Südosten 1953 von Lucy Hillebrand Teil der Baudenkmal-Gruppe „Merkelstraße 2–7“ (ID: 35853898) Geschützt nach § 3 (3) NDSchG | 35871898 | Weitere Bilder |
| Merkelstraße 5 51° 32′ 7″ N, 9° 57′ 6″ O | Wohnhaus                      | Teil der Baudenkmal-Gruppe „Merkelstraße 2–7“ (ID: 35853898) Geschützt nach § 3 (3) NDSchG | 35871942 |                |
| Merkelstraße 6 51° 32′ 3″ N, 9° 57′ 5″ O | Ehem. Gärtnerhs. Villa Levin  | erbaut 1899/1900; Architekten: Hans Grisebach und Georg Dinklage; Bauherr: Levin Teil der Baudenkmal-Gruppe „Merkelstraße 2–7“ (ID: 35853898) Geschützt nach § 3 (3) NDSchG                                                                | 35871876 |                |
| Merkelstraße 7 51° 32′ 5″ N, 9° 57′ 6″ O | Ehem. Kutscherhs. Villa Levin | erbaut 1899/1900; Architekten: Hans Grisebach und Georg Dinklage; Bauherr: Levin Teil der Baudenkmal-Gruppe „Merkelstraße 2–7“ (ID: 35853898) Geschützt nach § 3 (3) NDSchG                                                                | 35871920 | Weitere Bilder |

### Nikolaistraße
| Lage                                        | Bezeichnung                | Beschreibung                                                                                                 | ID       | Bild           |
| ------------------------------------------- | -------------------------- | --- | -------- | -------------- |
| Nikolaistraße 1a 51° 31′ 46″ N, 9° 56′ 7″ O | Ehem. Höhere Töchterschule | Herbartschule, erbaut 1879; Architekt: Heinrich Gerber Geschützt nach § 3 (2) Einzeldenkmal NDSchG           | 35860443 | Weitere Bilder |
| Nikolaistraße 30 51° 31′ 46″ N, 9° 56′ 4″ O | Villa                      | anspruchsvoller Natursteinbau der Neorenaissance, erbaut um 1880 Geschützt nach § 3 (2) Einzeldenkmal NDSchG | 35860404 | Weitere Bilder |

### Nikolausberger Weg
| Lage                                                 | Bezeichnung                                        | Beschreibung | ID       | Bild           |
| ---------------------------------------------------- | -------------------------------------------------- | --- | -------- | -------------- |
| Nikolausberger Weg 15 51° 32′ 21″ N, 9° 56′ 14″ O    | Seminargebäude                                     | Geschützt nach § 3 (2) Einzeldenkmal NDSchG | 48409456 | Weitere Bilder |
| Nikolausberger Weg 17 51° 32′ 21″ N, 9° 56′ 16″ O    | Villa, Institutsgebäude                            | erbaut ca. 1885 Geschützt nach § 3 (2) Einzeldenkmal NDSchG | 35860384 |                |
| Nikolausberger Weg 18 51° 32′ 20″ N, 9° 56′ 17″ O    | Institutsgebäude, Pflanzenphysiologisches Institut | erbaut 1879; Architekt: Albert Kortüm Teil der Baudenkmal-Gruppe „Botanischer Garten und Gewächshäuser, Untere Karspüle“ (ID: 35854433) Geschützt nach § 3 (3) NDSchG | 35877796 |                |
| Nikolausberger Weg 20 51° 32′ 21″ N, 9° 56′ 24″ O    | Villa                                              | erbaut ca. 1880 Geschützt nach § 3 (3) NDSchG | 35871708 |                |
| Nikolausberger Weg 21a 51° 32′ 22″ N, 9° 56′ 23″ O   | Wohnhaus                                           | erbaut 1889/90 Geschützt nach § 3 (3) NDSchG | 35871771 | BW             |
| Nikolausberger Weg 22 51° 32′ 21″ N, 9° 56′ 26″ O    | Villa                                              | erbaut 1895; Architekt: Wilhelm Rathkamp; Bauherr. Otto Damsch Geschützt nach § 3 (3) NDSchG                                                                          | 35871687 | Weitere Bilder |
| Nikolausberger Weg 22 51° 32′ 20″ N, 9° 56′ 25″ O    | Gartenhaus                                         | erbaut 1895; Architekt: Wilhelm Rathkamp; Bauherr. Otto Damsch Geschützt nach § 3 (3) NDSchG                                                                          | 35871666 | Weitere Bilder |
| Nikolausberger Weg 23 51° 32′ 22″ N, 9° 56′ 25″ O    | Wohnhaus, Institutsgebäude                         | erbaut ca. 1890 Geschützt nach § 3 (3) NDSchG | 35871226 |                |
| Nikolausberger Weg 25 51° 32′ 23″ N, 9° 56′ 26″ O    | Wohnhaus                                           | „Landhaus Oertel“, erbaut 1896; Architekt: Wilhelm Rathkamp Geschützt nach § 3 (3) NDSchG                                                                             | 35871750 |                |
| Nikolausberger Weg 26 51° 32′ 21″ N, 9° 56′ 28″ O    | Wohnhaus                                           | Geschützt nach § 3 (3) NDSchG | 35871645 |                |
| Nikolausberger Weg 27/29 51° 32′ 23″ N, 9° 56′ 28″ O | Wohnhaus                                           | erbaut 1903/04; Architekt: Wilhelm Rathkamp Geschützt nach § 3 (3) NDSchG                                                                                             | 35871729 |                |
| Nikolausberger Weg 28 51° 32′ 21″ N, 9° 56′ 29″ O    | Wohnhaus                                           | Geschützt nach § 3 (3) NDSchG | 35871624 |                |
| Nikolausberger Weg 30 51° 32′ 22″ N, 9° 56′ 30″ O    | Wohnhaus                                           | Geschützt nach § 3 (3) NDSchG | 35871603 |                |
| Nikolausberger Weg 32 51° 32′ 22″ N, 9° 56′ 31″ O    | Villa                                              | erbaut um 1890; Architekt: Freise Teil der Baudenkmal-Gruppe „Nikolausberger Weg“ (ID: 35853937) Geschützt nach § 3 (3) NDSchG                                        | 35871582 |                |
| Nikolausberger Weg 38/40 51° 32′ 24″ N, 9° 56′ 37″ O | Verbindungsbau Hercynia                            | erbaut 1902; Architekt: Wilhelm Rathkamp; Bauherr: Corps Hercynia Geschützt nach § 3 (2) Einzeldenkmal NDSchG                                                         | 35860364 | Weitere Bilder |
| Nikolausberger Weg 39 51° 32′ 25″ N, 9° 56′ 35″ O    | Wohnhaus                                           | erbaut 1888 Geschützt nach § 3 (2) Einzeldenkmal NDSchG | 35858458 | BW             |
| Nikolausberger Weg 49 51° 32′ 28″ N, 9° 56′ 41″ O    | Wohnhaus                                           | erbaut ca. 1890 Geschützt nach § 3 (2) Einzeldenkmal NDSchG | 35860344 | BW             |
| Nikolausberger Weg 49 51° 32′ 27″ N, 9° 56′ 41″ O    | Mauer                                              | Geschützt nach § 3 (2) Einzeldenkmal NDSchG | 35857566 | BW             |

### Planckstraße
| Lage                                          | Bezeichnung         | Beschreibung | ID       | Bild           |
| --------------------------------------------- | ------------------- | --- | -------- | -------------- |
| Planckstraße 1 51° 32′ 12″ N, 9° 56′ 33″ O    | Wohn-/Geschäftshaus | erbaut ca. 1900; Bauherr: Hannig Teil der Baudenkmal-Gruppe „Planckstraße“ (ID: 35854067) Geschützt nach § 3 (3) NDSchG                                                          | 35874322 | Weitere Bilder |
| Planckstraße 2 51° 32′ 11″ N, 9° 56′ 33″ O    | Villa               | erbaut 1905; Architekt: Wilhelm Rathkamp; Bauherr: Fa. Conrad Rathkamp & Söhne Teil der Baudenkmal-Gruppe „Planckstraße“ (ID: 35854067) Geschützt nach § 3 (3) NDSchG            | 35874084 |                |
| Planckstraße 2 51° 32′ 11″ N, 9° 56′ 33″ O    | Einfriedung         | Teil der Baudenkmal-Gruppe „Planckstraße“ (ID: 35854067) Geschützt nach § 3 (3) NDSchG                                                                                           | 35873868 |                |
| Planckstraße 2a 51° 32′ 11″ N, 9° 56′ 34″ O   | Villa               | erbaut 1904; Architekt: Wilhelm Rathkamp; Bauherr: Fa. Conrad Rathkamp & Söhne Teil der Baudenkmal-Gruppe „Planckstraße“ (ID: 35854067) Geschützt nach § 3 (3) NDSchG            | 35874063 |                |
| Planckstraße 3 51° 32′ 12″ N, 9° 56′ 33″ O    | Wohn-/Geschäftshaus | erbaut 1901; Architekt: Wilhelm Rathkamp; Bauherr: Fa. Conrad Rathkamp & Söhne Teil der Baudenkmal-Gruppe „Planckstraße“ (ID: 35854067) Geschützt nach § 3 (3) NDSchG            | 35874301 | Weitere Bilder |
| Planckstraße 4 51° 32′ 11″ N, 9° 56′ 35″ O    | Villa               | erbaut 1903; Architekt: Wilhelm Rathkamp; Bauherr: Ludwig Trapp, Eisenbahndirektor Teil der Baudenkmal-Gruppe „Planckstraße“ (ID: 35854067) Geschützt nach § 3 (3) NDSchG        | 35874042 | Weitere Bilder |
| Planckstraße 5 51° 32′ 13″ N, 9° 56′ 35″ O    | Villa               | erbaut 1901; Architekt: Wilhelm Rathkamp; Bauherr: Geschwister Alma und Elsbeth Hagedorn Teil der Baudenkmal-Gruppe „Planckstraße“ (ID: 35854067) Geschützt nach § 3 (3) NDSchG  | 35874279 | Weitere Bilder |
| Planckstraße 6/6a 51° 32′ 11″ N, 9° 56′ 36″ O | Doppelhaus          | erbaut ca. 1903/04 Teil der Baudenkmal-Gruppe „Planckstraße“ (ID: 35854067) Geschützt nach § 3 (3) NDSchG                                                                        | 35874020 | Weitere Bilder |
| Planckstraße 7 51° 32′ 13″ N, 9° 56′ 36″ O    | Villa               | erbaut 1902; Architekt: Wilhelm Rathkamp; Bauherr: Hermann Röder. Apothekenbesitzer Teil der Baudenkmal-Gruppe „Planckstraße“ (ID: 35854067) Geschützt nach § 3 (3) NDSchG       | 35874258 | Weitere Bilder |
| Planckstraße 8 51° 32′ 12″ N, 9° 56′ 37″ O    | Villa               | erbaut ca. 1900 Teil der Baudenkmal-Gruppe „Planckstraße“ (ID: 35854067) Geschützt nach § 3 (3) NDSchG                                                                           | 35873893 | Weitere Bilder |
| Planckstraße 9 51° 32′ 13″ N, 9° 56′ 37″ O    | Wohnhaus            | dat. 1898 Teil der Baudenkmal-Gruppe „Planckstraße“ (ID: 35854067) Geschützt nach § 3 (3) NDSchG                                                                                 | 35874227 | Weitere Bilder |
| Planckstraße 9 51° 32′ 12″ N, 9° 56′ 37″ O    | Einfriedung         | Teil der Baudenkmal-Gruppe „Planckstraße“ (ID: 35854067) Geschützt nach § 3 (3) NDSchG                                                                                           | 35873843 | Weitere Bilder |
| Planckstraße 10 51° 32′ 12″ N, 9° 56′ 38″ O   | Villa               | erbaut ca. 1900 Teil der Baudenkmal-Gruppe „Planckstraße“ (ID: 35854067) Geschützt nach § 3 (3) NDSchG                                                                           | 35873999 | Weitere Bilder |
| Planckstraße 11 51° 32′ 13″ N, 9° 56′ 38″ O   | Wohnhaus            | dat. 1898 Teil der Baudenkmal-Gruppe „Planckstraße“ (ID: 35854067) Geschützt nach § 3 (3) NDSchG                                                                                 | 35874206 | Weitere Bilder |
| Planckstraße 12 51° 32′ 12″ N, 9° 56′ 40″ O   | Villa               | erbaut ca. 1910 Teil der Baudenkmal-Gruppe „Planckstraße“ (ID: 35854067) Geschützt nach § 3 (3) NDSchG                                                                           | 35873976 | Weitere Bilder |
| Planckstraße 13 51° 32′ 13″ N, 9° 56′ 38″ O   | Villa               | dat. 1898 Teil der Baudenkmal-Gruppe „Planckstraße“ (ID: 35854067) Geschützt nach § 3 (3) NDSchG                                                                                 | 35874185 | Weitere Bilder |
| Planckstraße 15 51° 32′ 14″ N, 9° 56′ 40″ O   | Villa               | erbaut ca. 1900 Teil der Baudenkmal-Gruppe „Planckstraße“ (ID: 35854067) Geschützt nach § 3 (3) NDSchG                                                                           | 35874164 | Weitere Bilder |
| Planckstraße 17 51° 32′ 14″ N, 9° 56′ 41″ O   | Wohnhaus            | erbaut 1901; Architekt: Wilhelm Rathkamp; Bauherr: Eduard Schumacher, Färbereibesitzer Teil der Baudenkmal-Gruppe „Planckstraße“ (ID: 35854067) Geschützt nach § 3 (3) NDSchG    | 35874141 |                |
| Planckstraße 17 51° 32′ 13″ N, 9° 56′ 41″ O   | Einfriedung         | Teil der Baudenkmal-Gruppe „Planckstraße“ (ID: 35854067) Geschützt nach § 3 (3) NDSchG                                                                                           | 35873821 |                |
| Planckstraße 19 51° 32′ 14″ N, 9° 56′ 42″ O   | Villa               | erbaut 1893; Architekt: Conrad Rathkamp & Söhne; Bauherr: Karl Schwarz, Generalmajor a.D. Teil der Baudenkmal-Gruppe „Planckstraße“ (ID: 35854067) Geschützt nach § 3 (3) NDSchG | 35874120 |                |
| Planckstraße 21 51° 32′ 15″ N, 9° 56′ 47″ O   | Wohnhaus            | erbaut 1906; Architekt: Wilhelm Rathkamp; Bauherr: Fa. Conrad Rathkamp & Söhne Geschützt nach § 3 (2) Einzeldenkmal NDSchG                                                       | 35860002 | Weitere Bilder |

### Reinhäuser Landstraße
| Lage                                                 | Bezeichnung                    | Beschreibung | ID       | Bild           |
| ---------------------------------------------------- | ------------------------------ | --- | -------- | -------------- |
| Reinhäuser Landstraße 10 51° 31′ 41″ N, 9° 56′ 20″ O | Wohnhaus                       | erbaut ca. 1835 Geschützt nach § 3 (2) Einzeldenkmal NDSchG                                                                            | 35859906 |                |
| Reinhäuser Landstraße 15 51° 31′ 35″ N, 9° 56′ 23″ O | Villa                          | erbaut 1865; Architekt: Gotthilf Ludwig Möckel; Bauherr: Theodor Wedekind, Obergerichtsrat Geschützt nach § 3 (2) Einzeldenkmal NDSchG | 35859887 |                |
| Reinhäuser Landstraße 23 51° 31′ 31″ N, 9° 56′ 24″ O | Verbindungshaus Bremensia      | erbaut 1892 Geschützt nach § 3 (2) Einzeldenkmal NDSchG                                                                                | 35859867 |                |
| Reinhäuser Landstraße 26 51° 31′ 34″ N, 9° 56′ 21″ O | ehem. Verbindungshaus Teutonia | erbaut 1874; Architekt: Conrad Rathkamp; Bauherr: Heinrich Fahrenbach, Gutsbesitzer Geschützt nach § 3 (2) Einzeldenkmal NDSchG        | 35859847 | Weitere Bilder |
| Reinhäuser Landstraße 30 51° 31′ 33″ N, 9° 56′ 22″ O | Wohnhaus                       | erbaut 1897; Architekt: Hannig Geschützt nach § 3 (2) Einzeldenkmal NDSchG                                                             | 35859828 |                |

### Reinholdstraße
| Lage                                          | Bezeichnung | Beschreibung                                               | ID       | Bild |
| --------------------------------------------- | ----------- | ---------------------------------------------------------- | -------- | ---- |
| Reinholdstraße 3 51° 31′ 23″ N, 9° 56′ 22″ O  | Wohnhaus    | erbaut 1905–07 Geschützt nach § 3 (2) Einzeldenkmal NDSchG | 35859788 |      |
| Reinholdstraße 5 51° 31′ 23″ N, 9° 56′ 21″ O  | Wohnhaus    | erbaut 1905–07 Geschützt nach § 3 (2) Einzeldenkmal NDSchG | 35859769 |      |
| Reinholdstraße 13 51° 31′ 23″ N, 9° 56′ 17″ O | Wohnhaus    | erbaut 1907 Geschützt nach § 3 (2) Einzeldenkmal NDSchG    | 35859750 |      |

### Riemannstraße
| Lage                                                             | Bezeichnung | Beschreibung | ID       | Bild |
| ---------------------------------------------------------------- | ----------- | --- | -------- | ---- |
| Riemannstraße 2 51° 31′ 32″ N, 9° 56′ 4″ O                       | Wohnhaus    | erbaut 1912/13 Teil der Baudenkmal-Gruppe „Häusergruppe Riemannstraße 2 bis 8, gerade Hausnummern“ (ID: 35854119) Geschützt nach § 3 (3) NDSchG | 35875550 |      |
| Riemannstraße 4 51° 31′ 32″ N, 9° 56′ 5″ O                       | Wohnhaus    | erbaut 1912/13 Teil der Baudenkmal-Gruppe „Häusergruppe Riemannstraße 2 bis 8, gerade Hausnummern“ (ID: 35854119) Geschützt nach § 3 (3) NDSchG | 35875529 |      |
| Riemannstraße 6 51° 31′ 32″ N, 9° 56′ 6″ O                       | Wohnhaus    | erbaut 1912/13 Teil der Baudenkmal-Gruppe „Häusergruppe Riemannstraße 2 bis 8, gerade Hausnummern“ (ID: 35854119) Geschützt nach § 3 (3) NDSchG | 35875508 |      |
| Riemannstraße 8 51° 31′ 32″ N, 9° 56′ 7″ O                       | Wohnhaus    | erbaut 1912/13 Teil der Baudenkmal-Gruppe „Häusergruppe Riemannstraße 2 bis 8, gerade Hausnummern“ (ID: 35854119) Geschützt nach § 3 (3) NDSchG | 35875487 |      |
| Riemannstraße 13 = Stegemühlenweg 33 51° 31′ 33″ N, 9° 56′ 14″ O | Wohnhaus    | erbaut 1910/11 Teil der Baudenkmal-Gruppe „Stegemühlenweg 1“ (ID: 35854303) Geschützt nach § 3 (3) NDSchG                                       | 35876375 |      |
| Riemannstraße 15 51° 31′ 34″ N, 9° 56′ 15″ O                     | Wohnhaus    | Geschützt nach § 3 (2) Einzeldenkmal NDSchG | 35859731 |      |

### Rohnsweg
| Lage                                    | Bezeichnung            | Beschreibung                                                                                | ID       | Bild |
| --------------------------------------- | ---------------------- | ------------------------------------------------------------------------------------------- | -------- | ---- |
| Rohnsweg 52 51° 32′ 16″ N, 9° 57′ 18″ O | Privathaus Diez Brandi | erbaut 1937; Architekt und Bauherr: Diez Brandi Geschützt nach § 3 (2) Einzeldenkmal NDSchG | 35863117 |      |

### Rosdorfer Weg
| Lage                                          | Bezeichnung                                         | Beschreibung | ID       | Bild           |
| --------------------------------------------- | --------------------------------------------------- | --- | -------- | -------------- |
| Rosdorfer Weg 51° 31′ 39″ N, 9° 55′ 23″ O     | Leinebrücke                                         | Geschützt nach § 3 (2) Einzeldenkmal NDSchG | 35859651 |                |
| Rosdorfer Weg 2 51° 31′ 58″ N, 9° 55′ 35″ O   | Villa                                               | Teil der Baudenkmal-Gruppe „Vorstadt-Häusergruppe Groner Landstr. / Bürgerstr. / Rosdorfer Weg“ (ID: 35853223) Geschützt nach § 3 (3) NDSchG                                                                                             | 35863932 |                |
| Rosdorfer Weg 4 51° 31′ 57″ N, 9° 55′ 35″ O   | Villa                                               | erbaut 1868; Architekt: Conrad Rathkamp; Bauherr; August v. Honstedt, Oberstlieutenant a.D. Teil der Baudenkmal-Gruppe „Vorstadt-Häusergruppe Groner Landstr. / Bürgerstr. / Rosdorfer Weg“ (ID: 35853223) Geschützt nach § 3 (3) NDSchG | 35863911 |                |
| Rosdorfer Weg 5 51° 31′ 52″ N, 9° 55′ 35″ O   | Wohn-/Geschäftshaus                                 | erbaut ca. 1890 Geschützt nach § 3 (2) Einzeldenkmal NDSchG | 35859671 |                |
| Rosdorfer Weg 6 51° 31′ 56″ N, 9° 55′ 35″ O   | Villa                                               | erbaut 1875; Architekt: Conrad Rathkamp; Bauherr: Carl Gebhardt, Hotelbesitzer Rentier Teil der Baudenkmal-Gruppe „Vorstadt-Häusergruppe Groner Landstr. / Bürgerstr. / Rosdorfer Weg“ (ID: 35853223) Geschützt nach § 3 (3) NDSchG      | 35863890 |                |
| Rosdorfer Weg 8 51° 31′ 54″ N, 9° 55′ 34″ O   | Villa                                               | Teil der Baudenkmal-Gruppe „Vorstadt-Häusergruppe Groner Landstr. / Bürgerstr. / Rosdorfer Weg“ (ID: 35853223) Geschützt nach § 3 (3) NDSchG                                                                                             | 35863869 |                |
| Rosdorfer Weg 10 51° 31′ 52″ N, 9° 55′ 32″ O  | Villa                                               | Teil der Baudenkmal-Gruppe „Vorstadt-Häusergruppe Groner Landstr. / Bürgerstr. / Rosdorfer Weg“ (ID: 35853223) Geschützt nach § 3 (3) NDSchG                                                                                             | 35863848 |                |
| Rosdorfer Weg 23 51° 31′ 44″ N, 9° 55′ 34″ O  | Wohn-/Geschäftshaus                                 | Teil der Baudenkmal-Gruppe „Siedlungsgruppe Wiesenstr. 30-44, Rosdorfer Weg 23, Marienstr. 30“ (ID: 35854668) Geschützt nach § 3 (3) NDSchG                                                                                              | 35878296 |                |
| Rosdorfer Weg 70 51° 31′ 26″ N, 9° 55′ 8″ O   | Landeskrankenhaus                                   | Erbaut 1862–64 von den Architekten: Julius Rasch und Adolf Funk, heute Asklepios Fachklinikum Göttingen Teil der Baudenkmal-Gruppe „Landeskrankenhaus“ (ID: 35854132) Geschützt nach § 3 (3) NDSchG                                      | 35875465 | Weitere Bilder |
| Rosdorfer Weg 76 51° 31′ 18″ N, 9° 54′ 51″ O  | ehemalige „Provinziale Heil- und Erziehungsanstalt“ | Baudenkmalgruppe Rosdorfer Weg 76 Geschützt nach § 3 (3) NDSchG | 35854145 | BW             |
| Rosdorfer Weg 76d 51° 31′ 16″ N, 9° 54′ 52″ O | Verwaltungsgebäude                                  | erbaut 1911 Teil der Baudenkmalgruppe „ehemalige Provinziale Heil- und Erziehungsanstalt“ Geschützt nach § 3 (2) Einzeldenkmal NDSchG | 35875441 |                |
| Rosdorfer Weg 76c 51° 31′ 17″ N, 9° 54′ 51″ O | Arbeitshaus                                         | Teil der Baudenkmalgruppe „ehemalige Provinziale Heil- und Erziehungsanstalt“ | 48750619 | BW             |
| Rosdorfer Weg 76b 51° 31′ 19″ N, 9° 54′ 53″ O | Wohnhaus                                            | Teil der Baudenkmalgruppe „ehemalige Provinziale Heil- und Erziehungsanstalt“ | 48750644 | BW             |
| Rosdorfer Weg 76a 51° 31′ 18″ N, 9° 54′ 52″ O | Arbeitshaus                                         | Teil der Baudenkmalgruppe „ehemalige Provinziale Heil- und Erziehungsanstalt“ | 48750705 | BW             |
| Rosdorfer Weg 76 51° 31′ 16″ N, 9° 54′ 50″ O  | Arbeitshaus                                         | Teil der Baudenkmalgruppe „ehemalige Provinziale Heil- und Erziehungsanstalt“ | 48826194 | BW             |

### Schildgasse
| Lage                                      | Bezeichnung | Beschreibung                                                | ID       | Bild |
| ----------------------------------------- | ----------- | ----------------------------------------------------------- | -------- | ---- |
| Schildgasse 1 51° 31′ 48″ N, 9° 56′ 33″ O | Gartenhaus  | erbaut ca. 1890 Geschützt nach § 3 (2) Einzeldenkmal NDSchG | 35859573 |      |

### Schildweg
| Lage                                         | Bezeichnung         | Beschreibung | ID       | Bild |
| -------------------------------------------- | ------------------- | --- | -------- | ---- |
| Schildweg 1 51° 31′ 46″ N, 9° 56′ 25″ O      | Wohn-/Geschäftshaus | erbaut 1846/47; Architekt: Eduard Freise; Bauherr: Johann Wilhelm Junker, Bankier Geschützt nach § 3 (2) Einzeldenkmal NDSchG                                  | 35859554 |      |
| Schildweg 4/6 51° 31′ 47″ N, 9° 56′ 27″ O    | Bonifatiusschule    | erbaut 1901; Architekt: Maurermeister Rudolf Hannig Geschützt nach § 3 (2) Einzeldenkmal NDSchG                                                                | 35859534 |      |
| Schildweg 8/8a 51° 31′ 48″ N, 9° 56′ 29″ O   | Doppelhaus          | erbaut ca. 1898; Architekt: Maurermeister Rudolf Hannig Teil der Baudenkmal-Gruppe „Schildweg“ (ID: 35854236) Geschützt nach § 3 (3) NDSchG                    | 35877016 |      |
| Schildweg 8/8a 51° 31′ 49″ N, 9° 56′ 29″ O   | Einfriedung         | Teil der Baudenkmal-Gruppe „Schildweg“ (ID: 35854236) Geschützt nach § 3 (3) NDSchG                                                                            | 35875891 |      |
| Schildweg 10/10a 51° 31′ 48″ N, 9° 56′ 30″ O | Wohnhaus            | erbaut ca. 1899; Architekt: Maurermeister Alfred Behrens Teil der Baudenkmal-Gruppe „Schildweg“ (ID: 35854236) Geschützt nach § 3 (3) NDSchG                   | 35876993 |      |
| Schildweg 10/10a 51° 31′ 49″ N, 9° 56′ 30″ O | Einfriedung         | Teil der Baudenkmal-Gruppe „Schildweg“ (ID: 35854236) Geschützt nach § 3 (3) NDSchG                                                                            | 35875743 |      |
| Schildweg 12/12a 51° 31′ 49″ N, 9° 56′ 31″ O | Wohnhaus            | erbaut ca. 1899; Architekt: Maurermeister Alfred Behrens Teil der Baudenkmal-Gruppe „Schildweg“ (ID: 35854236) Geschützt nach § 3 (3) NDSchG                   | 35876970 |      |
| Schildweg 12/12a 51° 31′ 49″ N, 9° 56′ 31″ O | Einfriedung         | Teil der Baudenkmal-Gruppe „Schildweg“ (ID: 35854236) Geschützt nach § 3 (3) NDSchG                                                                            | 35875913 | BW   |
| Schildweg 12b 51° 31′ 49″ N, 9° 56′ 33″ O    | Wohnhaus            | Teil der Baudenkmal-Gruppe „Schildweg“ (ID: 35854236) Geschützt nach § 3 (3) NDSchG                                                                            | 35876948 |      |
| Schildweg 12b 51° 31′ 49″ N, 9° 56′ 32″ O    | Einfriedung         | Teil der Baudenkmal-Gruppe „Schildweg“ (ID: 35854236) Geschützt nach § 3 (3) NDSchG                                                                            | 35875828 |      |
| Schildweg 13 51° 31′ 50″ N, 9° 56′ 30″ O     | Wohnhaus            | erbaut 1899 durch Conrad Rathkamp & Söhne für den Kaufmann Fritz Heinemann Teil der Baudenkmal-Gruppe „Schildweg“ (ID: 35854236) Geschützt nach § 3 (3) NDSchG | 35877150 |      |
| Schildweg 13 51° 31′ 49″ N, 9° 56′ 31″ O     | Einfriedung         | Teil der Baudenkmal-Gruppe „Schildweg“ (ID: 35854236) Geschützt nach § 3 (3) NDSchG                                                                            | 35875701 | BW   |
| Schildweg 15 51° 31′ 50″ N, 9° 56′ 32″ O     | Wohnhaus            | erbaut ca. 1895; Architekt: Maurermeister Alfred Behrens Teil der Baudenkmal-Gruppe „Schildweg“ (ID: 35854236) Geschützt nach § 3 (3) NDSchG                   | 35877128 |      |
| Schildweg 15 51° 31′ 50″ N, 9° 56′ 32″ O     | Einfriedung         | Teil der Baudenkmal-Gruppe „Schildweg“ (ID: 35854236) Geschützt nach § 3 (3) NDSchG                                                                            | 35875722 |      |
| Schildweg 16 51° 31′ 49″ N, 9° 56′ 34″ O     | Wohnhaus            | Teil der Baudenkmal-Gruppe „Schildweg“ (ID: 35854236) Geschützt nach § 3 (3) NDSchG                                                                            | 35876880 | BW   |
| Schildweg 16 51° 31′ 50″ N, 9° 56′ 34″ O     | Einfriedung         | Teil der Baudenkmal-Gruppe „Schildweg“ (ID: 35854236) Geschützt nach § 3 (3) NDSchG                                                                            | 35875870 | BW   |
| Schildweg 17 51° 31′ 50″ N, 9° 56′ 32″ O     | Wohnhaus            | erbaut ca. 1895; Architekt: Maurermeister Alfred Behrens Teil der Baudenkmal-Gruppe „Schildweg“ (ID: 35854236) Geschützt nach § 3 (3) NDSchG                   | 35877106 |      |
| Schildweg 19 51° 31′ 50″ N, 9° 56′ 33″ O     | Wohnhaus            | Teil der Baudenkmal-Gruppe „Schildweg“ (ID: 35854236) Geschützt nach § 3 (3) NDSchG                                                                            | 35877084 |      |
| Schildweg 19 51° 31′ 50″ N, 9° 56′ 35″ O     | Einfriedung         | Teil der Baudenkmal-Gruppe „Schildweg“ (ID: 35854236) Geschützt nach § 3 (3) NDSchG                                                                            | 35875765 |      |
| Schildweg 21 51° 31′ 51″ N, 9° 56′ 34″ O     | Wohnhaus            | erbaut ca. 1900; Architekt: Maurermeister Alfred Behrens Teil der Baudenkmal-Gruppe „Schildweg“ (ID: 35854236) Geschützt nach § 3 (3) NDSchG                   | 35877062 |      |
| Schildweg 21 51° 31′ 51″ N, 9° 56′ 34″ O     | Einfriedung         | Teil der Baudenkmal-Gruppe „Schildweg“ (ID: 35854236) Geschützt nach § 3 (3) NDSchG                                                                            | 35875807 |      |
| Schildweg 23a 51° 31′ 52″ N, 9° 56′ 33″ O    | Wohnhaus            | erbaut ca. 1900; Architekt: Maurermeister Alfred Behrens Teil der Baudenkmal-Gruppe „Schildweg“ (ID: 35854236) Geschützt nach § 3 (3) NDSchG                   | 35877039 |      |
| Schildweg 23a 51° 31′ 52″ N, 9° 56′ 34″ O    | Einfriedung         | Teil der Baudenkmal-Gruppe „Schildweg“ (ID: 35854236) Geschützt nach § 3 (3) NDSchG                                                                            | 35875849 |      |
| Schildweg 34 51° 31′ 55″ N, 9° 56′ 35″ O     | Wohnhaus            | erbaut ca. 1890 Geschützt nach § 3 (2) Einzeldenkmal NDSchG | 35859494 |      |
| Schildweg 38 51° 31′ 56″ N, 9° 56′ 34″ O     | Wohnhaus            | dat. 1894 Geschützt nach § 3 (2) Einzeldenkmal NDSchG | 35859475 |      |

### Schillerstraße
| Lage                                          | Bezeichnung | Beschreibung | ID       | Bild           |
| --------------------------------------------- | ----------- | --- | -------- | -------------- |
| Schillerstraße 40 51° 31′ 31″ N, 9° 56′ 32″ O | Wohnhaus    | erbaut 1909–1912; Architekt: Georg Rott Teil der Baudenkmal-Gruppe „Schillerstraße“ (ID: 35854589) Geschützt nach § 3 (3) NDSchG | 35880520 |                |
| Schillerstraße 42 51° 31′ 31″ N, 9° 56′ 32″ O | Wohnhaus    | erbaut 1909–1912; Architekt: Georg Rott Teil der Baudenkmal-Gruppe „Schillerstraße“ (ID: 35854589) Geschützt nach § 3 (3) NDSchG | 35880499 |                |
| Schillerstraße 44 51° 31′ 31″ N, 9° 56′ 33″ O | Wohnhaus    | erbaut 1909–1912; Architekt: Georg Rott Teil der Baudenkmal-Gruppe „Schillerstraße“ (ID: 35854589) Geschützt nach § 3 (3) NDSchG | 35880478 |                |
| Schillerstraße 46 51° 31′ 31″ N, 9° 56′ 33″ O | Wohnhaus    | erbaut 1909–1912; Architekt: Georg Rott Teil der Baudenkmal-Gruppe „Schillerstraße“ (ID: 35854589) Geschützt nach § 3 (3) NDSchG | 35880457 |                |
| Schillerstraße 48 51° 31′ 31″ N, 9° 56′ 34″ O | Wohnhaus    | erbaut 1909–1912; Architekt: Georg Rott Teil der Baudenkmal-Gruppe „Schillerstraße“ (ID: 35854589) Geschützt nach § 3 (3) NDSchG | 35880436 |                |
| Schillerstraße 50 51° 31′ 32″ N, 9° 56′ 35″ O | Wohnhaus    | erbaut 1909–1912; Architekt: Georg Rott Teil der Baudenkmal-Gruppe „Schillerstraße“ (ID: 35854589) Geschützt nach § 3 (3) NDSchG | 35880415 |                |
| Schillerstraße 52 51° 31′ 32″ N, 9° 56′ 35″ O | Wohnhaus    | erbaut 1909–1912; Architekt: Georg Rott Teil der Baudenkmal-Gruppe „Schillerstraße“ (ID: 35854589) Geschützt nach § 3 (3) NDSchG | 35880394 |                |
| Schillerstraße 54 51° 31′ 32″ N, 9° 56′ 36″ O | Wohnhaus    | erbaut 1909–1912; Architekt: Georg Rott Teil der Baudenkmal-Gruppe „Schillerstraße“ (ID: 35854589) Geschützt nach § 3 (3) NDSchG | 35880373 |                |
| Schillerstraße 56 51° 31′ 32″ N, 9° 56′ 36″ O | Wohnhaus    | erbaut 1909–1912; Architekt: Georg Rott Teil der Baudenkmal-Gruppe „Schillerstraße“ (ID: 35854589) Geschützt nach § 3 (3) NDSchG | 35880352 |                |
| Schillerstraße 58 51° 31′ 32″ N, 9° 56′ 37″ O | Wohnhaus    | erbaut 1909–1912; Architekt: Georg Rott Teil der Baudenkmal-Gruppe „Schillerstraße“ (ID: 35854589) Geschützt nach § 3 (3) NDSchG | 35880331 |                |
| Schillerstraße 60 51° 31′ 32″ N, 9° 56′ 37″ O | Wohnhaus    | erbaut 1909–1912; Architekt: Georg Rott Teil der Baudenkmal-Gruppe „Schillerstraße“ (ID: 35854589) Geschützt nach § 3 (3) NDSchG | 35880310 |                |
| Schillerstraße 62 51° 31′ 32″ N, 9° 56′ 38″ O | Wohnhaus    | erbaut 1909–1912; Architekt: Georg Rott Teil der Baudenkmal-Gruppe „Schillerstraße“ (ID: 35854589) Geschützt nach § 3 (3) NDSchG | 35880288 |                |
| Schillerstraße 64 51° 31′ 32″ N, 9° 56′ 39″ O | Wohnhaus    | erbaut 1910; Architekt: August Graf Teil der Baudenkmal-Gruppe „Schillerstraße“ (ID: 35854589) Geschützt nach § 3 (3) NDSchG     | 35880267 |                |
| Schillerstraße 66 51° 31′ 32″ N, 9° 56′ 40″ O | Wohnhaus    | erbaut 1910; Architekt: August Graf Teil der Baudenkmal-Gruppe „Schillerstraße“ (ID: 35854589) Geschützt nach § 3 (3) NDSchG     | 35880246 |                |
| Schillerstraße 68 51° 31′ 32″ N, 9° 56′ 42″ O | Wohnhaus    | erbaut 1910; Architekt: August Graf Teil der Baudenkmal-Gruppe „Schillerstraße“ (ID: 35854589) Geschützt nach § 3 (3) NDSchG     | 35880225 | Weitere Bilder |

### Stegemühlenweg
| Lage                                                             | Bezeichnung | Beschreibung | ID       | Bild |
| ---------------------------------------------------------------- | ----------- | --- | -------- | ---- |
| Stegemühlenweg 1 51° 31′ 39″ N, 9° 56′ 15″ O                     | Wohnhaus    | Teil der Baudenkmal-Gruppe „Stegemühlenweg 1“ (ID: 35854303) Geschützt nach § 3 (3) NDSchG | 35876712 |      |
| Stegemühlenweg 3 51° 31′ 39″ N, 9° 56′ 15″ O                     | Wohnhaus    | Teil der Baudenkmal-Gruppe „Stegemühlenweg 1“ (ID: 35854303) Geschützt nach § 3 (3) NDSchG | 35876691 |      |
| Stegemühlenweg 4 51° 31′ 38″ N, 9° 56′ 13″ O                     | Wohnhaus    | Teil der Baudenkmal-Gruppe „Häuserzeile Stegemühlenweg 4 bis 20, gerade Hausnummern“ (ID: 35854329) Geschützt nach § 3 (3) NDSchG | 35876269 |      |
| Stegemühlenweg 5 51° 31′ 39″ N, 9° 56′ 15″ O                     | Wohnhaus    | Teil der Baudenkmal-Gruppe „Stegemühlenweg 1“ (ID: 35854303) Geschützt nach § 3 (3) NDSchG | 35876669 |      |
| Stegemühlenweg 6 51° 31′ 38″ N, 9° 56′ 13″ O                     | Wohnhaus    | Teil der Baudenkmal-Gruppe „Häuserzeile Stegemühlenweg 4 bis 20, gerade Hausnummern“ (ID: 35854329) Geschützt nach § 3 (3) NDSchG | 35876248 |      |
| Stegemühlenweg 7 51° 31′ 38″ N, 9° 56′ 15″ O                     | Wohnhaus    | Teil der Baudenkmal-Gruppe „Stegemühlenweg 1“ (ID: 35854303) Geschützt nach § 3 (3) NDSchG | 35876648 |      |
| Stegemühlenweg 8 51° 31′ 38″ N, 9° 56′ 13″ O                     | Wohnhaus    | Teil der Baudenkmal-Gruppe „Häuserzeile Stegemühlenweg 4 bis 20, gerade Hausnummern“ (ID: 35854329) Geschützt nach § 3 (3) NDSchG | 35876227 |      |
| Stegemühlenweg 9 51° 31′ 38″ N, 9° 56′ 15″ O                     | Wohnhaus    | Teil der Baudenkmal-Gruppe „Stegemühlenweg 1“ (ID: 35854303) Geschützt nach § 3 (3) NDSchG | 35876627 |      |
| Stegemühlenweg 10 51° 31′ 37″ N, 9° 56′ 13″ O                    | Wohnhaus    | Teil der Baudenkmal-Gruppe „Häuserzeile Stegemühlenweg 4 bis 20, gerade Hausnummern“ (ID: 35854329) Geschützt nach § 3 (3) NDSchG | 35876206 |      |
| Stegemühlenweg 11 51° 31′ 37″ N, 9° 56′ 15″ O                    | Wohnhaus    | Teil der Baudenkmal-Gruppe „Stegemühlenweg 1“ (ID: 35854303) Geschützt nach § 3 (3) NDSchG | 35876606 |      |
| Stegemühlenweg 12 51° 31′ 36″ N, 9° 56′ 13″ O                    | Wohnhaus    | Teil der Baudenkmal-Gruppe „Häuserzeile Stegemühlenweg 4 bis 20, gerade Hausnummern“ (ID: 35854329) Geschützt nach § 3 (3) NDSchG | 35876185 |      |
| Stegemühlenweg 13/15 51° 31′ 37″ N, 9° 56′ 14″ O                 | Wohnhaus    | erbaut 1926 vom Spar- und Bauverein Teil der Baudenkmal-Gruppe „Stegemühlenweg 1“ (ID: 35854303); es gibt keine einzelnen Häuser Stegemühlenweg 13 und 15 (ID:35876564), jedes der Häuser Nr. 13/15, 17, 19 und 21/23 hat sieben Wohnungen Geschützt nach § 3 (3) NDSchG | 35876585 |      |
| Stegemühlenweg 14 51° 31′ 36″ N, 9° 56′ 12″ O                    | Wohnhaus    | Teil der Baudenkmal-Gruppe „Häuserzeile Stegemühlenweg 4 bis 20, gerade Hausnummern“ (ID: 35854329) Geschützt nach § 3 (3) NDSchG | 35876164 |      |
| Stegemühlenweg 16 51° 31′ 35″ N, 9° 56′ 12″ O                    | Wohnhaus    | Teil der Baudenkmal-Gruppe „Häuserzeile Stegemühlenweg 4 bis 20, gerade Hausnummern“ (ID: 35854329) Geschützt nach § 3 (3) NDSchG | 35876143 |      |
| Stegemühlenweg 17 51° 31′ 35″ N, 9° 56′ 14″ O                    | Wohnhaus    | erbaut 1926 vom Spar- und Bauverein Teil der Baudenkmal-Gruppe „Stegemühlenweg 1“ (ID: 35854303) Geschützt nach § 3 (3) NDSchG | 35876543 |      |
| Stegemühlenweg 18 51° 31′ 35″ N, 9° 56′ 12″ O                    | Wohnhaus    | Teil der Baudenkmal-Gruppe „Häuserzeile Stegemühlenweg 4 bis 20, gerade Hausnummern“ (ID: 35854329) Geschützt nach § 3 (3) NDSchG | 35876122 |      |
| Stegemühlenweg 19 51° 31′ 36″ N, 9° 56′ 14″ O                    | Wohnhaus    | erbaut 1926 vom Spar- und Bauverein Teil der Baudenkmal-Gruppe „Stegemühlenweg 1“ (ID: 35854303) Geschützt nach § 3 (3) NDSchG | 35876522 |      |
| Stegemühlenweg 20 51° 31′ 34″ N, 9° 56′ 12″ O                    | Wohnhaus    | Teil der Baudenkmal-Gruppe „Häuserzeile Stegemühlenweg 4 bis 20, gerade Hausnummern“ (ID: 35854329) Geschützt nach § 3 (3) NDSchG | 35876101 |      |
| Stegemühlenweg 21 51° 31′ 36″ N, 9° 56′ 14″ O                    | Wohnhaus    | erbaut 1926 vom Spar- und Bauverein Teil der Baudenkmal-Gruppe „Stegemühlenweg 1“ (ID: 35854303); es gibt keine einzelnen Häuser Stegemühlenweg 21 und 23 (ID:35876480), jedes der Häuser Nr. 13/15, 17, 19 und 21/23 hat sieben Wohnungen Geschützt nach § 3 (3) NDSchG | 35876501 |      |
| Stegemühlenweg 25 51° 31′ 35″ N, 9° 56′ 14″ O                    | Wohnhaus    | Teil der Baudenkmal-Gruppe „Stegemühlenweg 1“ (ID: 35854303) Geschützt nach § 3 (3) NDSchG | 35876459 |      |
| Stegemühlenweg 26 51° 31′ 32″ N, 9° 56′ 13″ O                    | Wohnhaus    | erbaut ca. 1905 Geschützt nach § 3 (2) Einzeldenkmal NDSchG | 35859456 |      |
| Stegemühlenweg 27 51° 31′ 34″ N, 9° 56′ 14″ O                    | Wohnhaus    | Teil der Baudenkmal-Gruppe „Stegemühlenweg 1“ (ID: 35854303) Geschützt nach § 3 (3) NDSchG | 35876438 |      |
| Stegemühlenweg 29 51° 31′ 34″ N, 9° 56′ 14″ O                    | Wohnhaus    | Teil der Baudenkmal-Gruppe „Stegemühlenweg 1“ (ID: 35854303) Geschützt nach § 3 (3) NDSchG | 35876417 |      |
| Stegemühlenweg 31 51° 31′ 34″ N, 9° 56′ 14″ O                    | Wohnhaus    | erbaut 1910/11 Teil der Baudenkmal-Gruppe „Stegemühlenweg 1“ (ID: 35854303) Geschützt nach § 3 (3) NDSchG | 35876396 |      |
| Stegemühlenweg 32 51° 31′ 29″ N, 9° 56′ 13″ O                    | Wohnhaus    | Teil der Baudenkmal-Gruppe „Hausgruppe Stegemühlenweg 32-36, gerade Hausnummern“ (ID: 35854342) Geschützt nach § 3 (3) NDSchG | 35876080 |      |
| Stegemühlenweg 33 = Riemannstraße 13 51° 31′ 33″ N, 9° 56′ 14″ O | Wohnhaus    | Teil der Baudenkmal-Gruppe „Stegemühlenweg 1“ (ID: 35854303) Geschützt nach § 3 (3) NDSchG | 35876375 |      |
| Stegemühlenweg 34 51° 31′ 29″ N, 9° 56′ 13″ O                    | Wohnhaus    | Teil der Baudenkmal-Gruppe „Hausgruppe Stegemühlenweg 32-36, gerade Hausnummern“ (ID: 35854342) Geschützt nach § 3 (3) NDSchG | 35876059 |      |
| Stegemühlenweg 36 51° 31′ 29″ N, 9° 56′ 13″ O                    | Wohnhaus    | Teil der Baudenkmal-Gruppe „Hausgruppe Stegemühlenweg 32-36, gerade Hausnummern“ (ID: 35854342) Geschützt nach § 3 (3) NDSchG | 35876038 |      |
| Stegemühlenweg 37 51° 31′ 33″ N, 9° 56′ 14″ O                    | Wohnhaus    | Teil der Baudenkmal-Gruppe „Stegemühlenweg 37“ (ID: 35854316) Geschützt nach § 3 (3) NDSchG | 35876354 |      |
| Stegemühlenweg 39 51° 31′ 32″ N, 9° 56′ 14″ O                    | Wohnhaus    | Teil der Baudenkmal-Gruppe „Stegemühlenweg 37“ (ID: 35854316) Geschützt nach § 3 (3) NDSchG | 35876333 |      |
| Stegemühlenweg 41 51° 31′ 32″ N, 9° 56′ 15″ O                    | Wohnhaus    | Teil der Baudenkmal-Gruppe „Stegemühlenweg 37“ (ID: 35854316) Geschützt nach § 3 (3) NDSchG | 35876312 |      |
| Stegemühlenweg 43 51° 31′ 31″ N, 9° 56′ 15″ O                    | Wohnhaus    | erbaut 1908 Teil der Baudenkmal-Gruppe „Stegemühlenweg 37“ (ID: 35854316) Geschützt nach § 3 (3) NDSchG | 35876291 |      |

### Teichweg
| Lage                                   | Bezeichnung                   | Beschreibung                                                | ID       | Bild           |
| -------------------------------------- | ----------------------------- | ----------------------------------------------------------- | -------- | -------------- |
| Teichweg 4 51° 31′ 49″ N, 9° 56′ 24″ O | Ehem. Villa, Bonifatiusschule | erbaut ca. 1885 Geschützt nach § 3 (2) Einzeldenkmal NDSchG | 35859436 | Weitere Bilder |

### Theaterplatz
| Lage                                        | Bezeichnung                                                | Beschreibung | ID       | Bild           |
| ------------------------------------------- | ---------------------------------------------------------- | --- | -------- | -------------- |
| Theaterplatz 10 51° 32′ 12″ N, 9° 56′ 28″ O | Schule, Hauptgebäude, heute Teil des Max-Planck-Gymnasiums | Max-Planck-Gymnasium Göttingen, erbaut 1881–84 von den Architekten Paul Emmanuel Spieker und Max Spitta Teil der Baudenkmal-Gruppe „Theaterplatz“ (ID: 35854355) Geschützt nach § 3 (3) NDSchG | 35876016 | Weitere Bilder |
| Theaterplatz 11 51° 32′ 12″ N, 9° 56′ 24″ O | Theater                                                    | Deutsches Theater Göttingen, erbaut 1889/90 als Kopie des Oldenburger Großherzoglichen Hoftheaters (Architekt: Gerhard Schnitger) Geschützt nach § 3 (2) Einzeldenkmal NDSchG                  | 35859417 | Weitere Bilder |

### Tonkuhlenweg
| Lage                                        | Bezeichnung      | Beschreibung | ID       | Bild |
| ------------------------------------------- | ---------------- | --- | -------- | ---- |
| Tonkuhlenweg 30 51° 31′ 20″ N, 9° 54′ 51″ O | Klingebiel-Zelle | Gefängniszelle im ehem. Verwahrungshaus des Landeskrankenhauses, ausgestaltet 1951–1961 durch den Insassen Julius Klingebiel, Unterschutzstellung 2012 Geschützt nach § 3 (2) Einzeldenkmal NDSchG | 41607014 |      |

### Von-Siebold-Straße
| Lage                                             | Bezeichnung                          | Beschreibung | ID       | Bild |
| ------------------------------------------------ | ------------------------------------ | --- | -------- | ---- |
| Von-Siebold-Straße 5 51° 32′ 53″ N, 9° 56′ 31″ O | Wandbilder Psychiatrie Uni Göttingen | Sieben Wandbilder in Lackspachteltechnik im Obergeschoss des Erschließungskorridors und Sgraffito im Treppenhaus, geschaffen 1955 von Hans Kuhn Geschützt nach § 3 (3) Baudenkmal Gruppe NDSchG | 35855383 |      |

### Wagnerstraße
| Lage                                      | Bezeichnung | Beschreibung                                                | ID       | Bild |
| ----------------------------------------- | ----------- | ----------------------------------------------------------- | -------- | ---- |
| Wagnerstraße 1 51° 32′ 4″ N, 9° 56′ 48″ O | Villa       | erbaut ca. 1880 Geschützt nach § 3 (2) Einzeldenkmal NDSchG | 35859243 |      |
| Wagnerstraße 8 51° 32′ 1″ N, 9° 56′ 47″ O | Villa       | Geschützt nach § 3 (2) Einzeldenkmal NDSchG                 | 35859224 |      |

### Walkemühlenweg
| Lage                                          | Bezeichnung | Beschreibung                                                                                | ID       | Bild |
| --------------------------------------------- | ----------- | ------------------------------------------------------------------------------------------- | -------- | ---- |
| Walkemühlenweg 7 51° 31′ 41″ N, 9° 56′ 17″ O  | Wohnhaus    | Teil der Baudenkmal-Gruppe „Walkemühlenweg 7“ (ID: 35854485) Geschützt nach § 3 (3) NDSchG  | 35879332 |      |
| Walkemühlenweg 9 51° 31′ 41″ N, 9° 56′ 16″ O  | Wohnhaus    | Teil der Baudenkmal-Gruppe „Walkemühlenweg 7“ (ID: 35854485) Geschützt nach § 3 (3) NDSchG  | 35879311 |      |
| Walkemühlenweg 11 51° 31′ 41″ N, 9° 56′ 16″ O | Wohnhaus    | Teil der Baudenkmal-Gruppe „Walkemühlenweg 7“ (ID: 35854485) Geschützt nach § 3 (3) NDSchG  | 35879289 |      |
| Walkemühlenweg 16 51° 31′ 40″ N, 9° 56′ 11″ O | Wohnhaus    | Teil der Baudenkmal-Gruppe „Walkemühlenweg 14“ (ID: 35854498) Geschützt nach § 3 (3) NDSchG | 35879246 |      |
| Walkemühlenweg 20 51° 31′ 40″ N, 9° 56′ 10″ O | Wohnhaus    | Teil der Baudenkmal-Gruppe „Walkemühlenweg 14“ (ID: 35854498) Geschützt nach § 3 (3) NDSchG | 35878040 |      |
| Walkemühlenweg 22 51° 31′ 39″ N, 9° 56′ 9″ O  | Wohnhaus    | Teil der Baudenkmal-Gruppe „Walkemühlenweg 14“ (ID: 35854498) Geschützt nach § 3 (3) NDSchG | 35879203 |      |
| Walkemühlenweg 24 51° 31′ 39″ N, 9° 56′ 9″ O  | Wohnhaus    | Teil der Baudenkmal-Gruppe „Walkemühlenweg 14“ (ID: 35854498) Geschützt nach § 3 (3) NDSchG | 35879182 |      |
| Walkemühlenweg 26 51° 31′ 39″ N, 9° 56′ 8″ O  | Wohnhaus    | Teil der Baudenkmal-Gruppe „Walkemühlenweg 14“ (ID: 35854498) Geschützt nach § 3 (3) NDSchG | 35879161 |      |

### Weender Landstraße
| Lage                                                | Bezeichnung                                 | Beschreibung | ID       | Bild           |
| --------------------------------------------------- | ------------------------------------------- | --- | -------- | -------------- |
| Weender Landstraße 51° 32′ 27″ N, 9° 55′ 55″ O      | Bartholomäusfriedhof                        | angelegt 1747, belegt bis 1881 Baudenkmal Gruppe „Bartholomäusfriedhof“ (ID: 35853167) Geschützt nach § 3 (3) NDSchG | 35877193 | Weitere Bilder |
| Weender Landstraße 51° 32′ 26″ N, 9° 55′ 55″ O      | Mausoleum Ayrer                             | Mausoleum für Georg Heinrich Ayrer | 48979136 | Weitere Bilder |
| Weender Landstraße 51° 32′ 27″ N, 9° 55′ 55″ O      | Mausoleum Richter                           | Mausoleum für August Gottlieb Richter | 35877172 | Weitere Bilder |
| Weender Landstraße 2 51° 32′ 17″ N, 9° 56′ 5″ O     | Universitätsgebäude, Auditorium Maximum     | erbaut 1862–66; Architekt: Friedrich Doeltz Geschützt nach § 3 (2) Einzeldenkmal NDSchG | 35858533 | Weitere Bilder |
| vor Weender Landstraße 2 51° 32′ 17″ N, 9° 56′ 4″ O | Ehrenmal für die Gefallenen der Universität | Ehrenmal für die Gefallenen Universitätsangehörigen des Ersten Weltkriegs nach Entwurf 1921 von Josef Kemmerich, errichtet ab 1922, eingeweiht 1924. 1957 um eine Inschrift zu Gefallenen des Zweiten Weltkriegs ergänzt und Widmungsinschrift geändert. Geschützt nach § 3 (2) Einzeldenkmal NDSchG | 48409587 | Weitere Bilder |
| Weender Landstraße 14 51° 32′ 23″ N, 9° 56′ 2″ O    | Villa Stich                                 | erbaut 1852; Bauherr: Wilhelm Theodor Kraut Geschützt nach § 3 (2) Einzeldenkmal NDSchG | 35859205 | Weitere Bilder |
| Weender Landstraße 21 51° 32′ 28″ N, 9° 55′ 58″ O   | Wohnhaus                                    | erbaut ca. 1885 Geschützt nach § 3 (2) Einzeldenkmal NDSchG | 35859186 |                |
| Weender Landstraße 37 51° 32′ 33″ N, 9° 55′ 56″ O   | Wohn-/Geschäftshaus                         | erbaut ca. 1908 Geschützt nach § 3 (2) Einzeldenkmal NDSchG | 35859167 |                |
| Weender Landstraße 47 51° 32′ 37″ N, 9° 55′ 55″ O   | Wohnhaus                                    | erbaut ca. 1890 Geschützt nach § 3 (2) Einzeldenkmal NDSchG | 35859148 |                |
| Weender Landstraße 53 51° 32′ 40″ N, 9° 55′ 53″ O   | Villa                                       | erbaut ca. 1912 Geschützt nach § 3 (2) Einzeldenkmal NDSchG | 35859129 | Weitere Bilder |

### Wiesenstraße
| Lage                                        | Bezeichnung         | Beschreibung | ID       | Bild |
| ------------------------------------------- | ------------------- | --- | -------- | ---- |
| Wiesenstraße 2 51° 31′ 46″ N, 9° 55′ 49″ O  | Wohnhaus            | Teil der Baudenkmal-Gruppe „Wohnhausgruppe Wiesenstr. 2, 4 / Bürgerstr. 32a“ (ID: 35853249) Geschützt nach § 3 (3) NDSchG | 35863764 |      |
| Wiesenstraße 4 51° 31′ 46″ N, 9° 55′ 48″ O  | Wohnhaus            | Teil der Baudenkmal-Gruppe „Wohnhausgruppe Wiesenstr. 2, 4 / Bürgerstr. 32a“ (ID: 35853249) Geschützt nach § 3 (3) NDSchG | 35863743 |      |
| Wiesenstraße 7 51° 31′ 44″ N, 9° 55′ 47″ O  | Wohn-/Geschäftshaus | ehem. Vergnügungsstätte „Colosseum“, erbaut 1895/96 Geschützt nach § 3 (2) Einzeldenkmal NDSchG | 35858973 |      |
| Wiesenstraße 9 51° 31′ 44″ N, 9° 55′ 43″ O  | Wohnhaus            | Teil der Baudenkmal-Gruppe „Marienstr./ Cramerstr./ Lilienthalstr.“ (ID: 35853301) Geschützt nach § 3 (3) NDSchG | 35863659 |      |
| Wiesenstraße 11 51° 31′ 44″ N, 9° 55′ 42″ O | Wohnhaus            | Teil der Baudenkmal-Gruppe „Marienstr./ Cramerstr./ Lilienthalstr.“ (ID: 35853301) Geschützt nach § 3 (3) NDSchG | 35863616 |      |
| Wiesenstraße 12 51° 31′ 46″ N, 9° 55′ 45″ O | Wohnhaus            | Teil der Baudenkmal-Gruppe „Bürgerstr. 24, Wiesenstr. 12, 14, 16“ (ID: 35853236) Geschützt nach § 3 (3) NDSchG | 35863827 |      |
| Wiesenstraße 14 51° 31′ 46″ N, 9° 55′ 45″ O | Wohnhaus            | Teil der Baudenkmal-Gruppe „Bürgerstr. 24, Wiesenstr. 12, 14, 16“ (ID: 35853236) Geschützt nach § 3 (3) NDSchG | 35863806 |      |
| Wiesenstraße 16 51° 31′ 45″ N, 9° 55′ 44″ O | Wohnhaus            | Teil der Baudenkmal-Gruppe „Bürgerstr. 24, Wiesenstr. 12, 14, 16“ (ID: 35853236) Geschützt nach § 3 (3) NDSchG | 35863785 |      |
| Wiesenstraße 19 51° 31′ 43″ N, 9° 55′ 37″ O | Wohnhaus            | erbaut 1894; Architekt: Wilhelm Rathkamp; Bauherr: Ernst Aschoff, Zimmermeister Geschützt nach § 3 (2) Einzeldenkmal NDSchG | 35858954 |      |
| Wiesenstraße 30 51° 31′ 45″ N, 9° 55′ 39″ O | Wohn-/Geschäftshaus | Eckhaus, viergeschossiger hellgelber Backsteinbau mit viergeschossigem Eck-Erker, Fassadengliederung durch Risalite, horizontale Bänder in Naturwerkstein auf Brüstungshöhe und grün glasierte Backsteinbänder auf Kämpferhöhe der Fenster, erbaut 1901; Architekt: Georg Rott Teil der Baudenkmal-Gruppe „Wohnhausgruppe Wiesenstraße 30-44“ (ID: 35854668) Geschützt nach § 3 (3) NDSchG | 35878443 |      |
| Wiesenstraße 32 51° 31′ 45″ N, 9° 55′ 38″ O | Wohnhaus            | Teil der Baudenkmal-Gruppe „Wohnhausgruppe Wiesenstraße 30-44“ (ID: 35854668) Geschützt nach § 3 (3) NDSchG | 35878422 |      |
| Wiesenstraße 34 51° 31′ 45″ N, 9° 55′ 38″ O | Wohnhaus            | erbaut 1898–1902; Architekt: Georg Rott Teil der Baudenkmal-Gruppe „Wohnhausgruppe Wiesenstraße 30-44“ (ID: 35854668) Geschützt nach § 3 (3) NDSchG | 35878401 |      |
| Wiesenstraße 36 51° 31′ 44″ N, 9° 55′ 37″ O | Wohnhaus            | erbaut 1898–1902; Architekt: Georg Rott Teil der Baudenkmal-Gruppe „Wohnhausgruppe Wiesenstraße 30-44“ (ID: 35854668) Geschützt nach § 3 (3) NDSchG | 35878380 |      |
| Wiesenstraße 38 51° 31′ 44″ N, 9° 55′ 36″ O | Wohnhaus            | erbaut 1898–1902; Architekt: Georg Rott Teil der Baudenkmal-Gruppe „Wohnhausgruppe Wiesenstraße 30-44“ (ID: 35854668) Geschützt nach § 3 (3) NDSchG | 35878359 |      |
| Wiesenstraße 40 51° 31′ 44″ N, 9° 55′ 36″ O | Wohnhaus            | erbaut 1898–1902; Architekt: Georg Rott Teil der Baudenkmal-Gruppe „Wohnhausgruppe Wiesenstraße 30-44“ (ID: 35854668) Geschützt nach § 3 (3) NDSchG | 35878338 |      |
| Wiesenstraße 42 51° 31′ 44″ N, 9° 55′ 35″ O | Wohnhaus            | erbaut 1898–1902; Architekt: Georg Rott Teil der Baudenkmal-Gruppe „Wohnhausgruppe Wiesenstraße 30-44“ (ID: 35854668) Geschützt nach § 3 (3) NDSchG | 35878317 |      |
| Wiesenstraße 44 51° 31′ 44″ N, 9° 55′ 35″ O | Wohnhaus            | erbaut 1898–1902; Architekt: Georg Rott Teil der Baudenkmal-Gruppe „Wohnhausgruppe Wiesenstraße 30-44“ (ID: 35854668) Geschützt nach § 3 (3) NDSchG | 35878061 |      |

### Wilhelm-Weber-Straße
| Lage                                                    | Bezeichnung                         | Beschreibung | ID       | Bild           |
| ------------------------------------------------------- | ----------------------------------- | --- | -------- | -------------- |
| Wilhelm-Weber-Straße 1 51° 32′ 21″ N, 9° 56′ 22″ O      | Wohnhaus                            | erbaut ca. 1874 Teil der Baudenkmal-Gruppe „Nikolausberger Weg“ (ID: 35853937) Geschützt nach § 3 (3) NDSchG                                                           | 35871318 |                |
| Wilhelm-Weber-Straße 3 51° 32′ 20″ N, 9° 56′ 23″ O      | Villa                               | erbaut ca. 1890; Bauherr: Prof. Klein Geschützt nach § 3 (2) Einzelbaudenkmal NDSchG                                                                                   | 35858934 | BW             |
| Wilhelm-Weber-Straße 3 51° 32′ 19″ N, 9° 56′ 23″ O      | Einfriedung                         | Geschützt nach § 3 (2) NDSchG | 35857866 | BW             |
| Wilhelm-Weber-Straße 13 51° 32′ 21″ N, 9° 56′ 38″ O     | St.-Paulus-Kirche                   | erbaut 1928/29; Architekt: Adam Weinhag Geschützt nach § 3 (2) Einzelbaudenkmal NDSchG                                                                                 | 35858914 | Weitere Bilder |
| Wilhelm-Weber-Straße 14 51° 32′ 20″ N, 9° 56′ 36″ O     | Villa                               | erbaut ca. 1890; Bauherr: Johannes Merkel, Jurist Geschützt nach § 3 (2) Einzelbaudenkmal NDSchG                                                                       | 35858894 | BW             |
| Wilhelm-Weber-Straße 14 51° 32′ 20″ N, 9° 56′ 36″ O     | Einfriedung                         | Geschützt nach § 3 (2) Einzelbaudenkmal NDSchG | 35857847 | BW             |
| Wilhelm-Weber-Straße 20 51° 32′ 20″ N, 9° 56′ 41″ O     | Wohnhaus                            | erbaut ca. 1890; Bauherr: Gustav Wolffhügel Geschützt nach § 3 (2) Einzelbaudenkmal NDSchG                                                                             | 35858875 | BW             |
| Wilhelm-Weber-Straße 33 51° 32′ 23″ N, 9° 56′ 53″ O     | Villa                               | erbaut ca. 1898; Architekt: Krafft; Bauherr: Gottfried Berthold Teil der Baudenkmal-Gruppe „Hermann-Föge-Weg“ (ID: 35853576) Geschützt nach § 3 (3) NDSchG             | 35868503 |                |
| Wilhelm-Weber-Straße 36 51° 32′ 20″ N, 9° 56′ 48″ O     | Verbindungshaus Hildeso-Guestphalia | erbaut 1896; Architekt: Lothar Schoenfelder, Ausführung: Maurermeister Krafft Geschützt nach § 3 (2) Einzelbaudenkmal NDSchG                                           | 35858854 |                |
| Wilhelm-Weber-Straße 36 51° 32′ 21″ N, 9° 56′ 48″ O     | Einfriedung                         | Geschützt nach § 3 (2) Einzelbaudenkmal NDSchG | 35857808 |                |
| Wilhelm-Weber-Straße 44/44a 51° 32′ 21″ N, 9° 56′ 54″ O | Wohnhaus                            | erbaut ca. 1901; Architekten: Maurermeister Carl Bergen und August Hoffmann Teil der Baudenkmal-Gruppe „Hermann-Föge-Weg“ (ID: 35853576) Geschützt nach § 3 (3) NDSchG | 35868482 |                |

### Wöhlerstraße
| Lage                                       | Bezeichnung                    | Beschreibung | ID       | Bild           |
| ------------------------------------------ | ------------------------------ | --- | -------- | -------------- |
| Wöhlerstraße 1 51° 32′ 14″ N, 9° 56′ 29″ O | Turnhalle Max-Planck-Gymnasium | Alte Turnhalle, erbaut 1181–84 zusammen mit dem Gymnasium; im Südteil ehemals Abort; später Gymnastikhalle bzw. Chemiefachraum (Südteil) des Max-Planck-Gymnasiums Teil der Baudenkmal-Gruppe „Theaterplatz“ (ID: 35854355) Geschützt nach § 3 (3) NDSchG | 35875995 | Weitere Bilder |

### Ehemalige Baudenkmale und Objekte mit unklarem Denkmalstatus
In diesem Abschnitt sind Objekte eingeführt, die in älteren Listen (z. B. in der 1982 erschienenen Denkmaltopographie „Baudenkmale in Niedersachsen“, Band 5.1, oder in anderen Handbüchern oder Verzeichnissen) als Baudenkmal aufgeführt wurden, die aber im Denkmalatlas Niedersachsen nicht als solche angeführt werden. Dabei kann es sich um ehemalige Baudenkmale handeln, die abgerissen wurden, oder um solche, die inzwischen aufgrund von baulichen Änderungen oder einer geänderten Einstufung nicht mehr als Baudenkmale aufgeführt werden. Es kann sich aber auch um einen Fehler in einer der Auflistungen handeln. Wenn der Grund bekannt ist, dann sollte er in der Beschreibung angeführt werden.
| Lage                                                 | Bezeichnung           | Beschreibung | ID       | Bild           |
| ---------------------------------------------------- | --------------------- | --- | -------- | -------------- |
| B27 51° 33′ 15″ N, 9° 57′ 44″ O                      | Kilometersteine       | 26 Kilometersteine von km 1,2 bis km 4,0, nicht mehr vorhanden. Entfällt lt. Denkmalatlas Geschützt nach § 3(3) NDSchG | 35852995 | BW             |
| Albaniplatz 3 51° 32′ 0″ N, 9° 56′ 33″ O             | Badehaus              | verzeichnet in der Karte der Denkmaltopographie als Einzelbaudenkmal, nicht aber im Verzeichnis im Anhang und nicht im Denkmalatlas; Original erbaut 1821 durch Christian Friedrich Andreas Rohns als öffentliches Badehaus, abgerissen und nach dem Original wenige Meter versetzt neu errichtet 1973                                                                                                |          | Weitere Bilder |
| Goßlerstraße 10–12 51° 32′ 30″ N, 9° 56′ 16″ O       | Einfriedung           | verzeichnet in der Denkmaltopographie, nicht als Einzelobjekt verzeichnet im Denkmalatlas; Teil der Gruppe „ehem. Vereinigte Kliniken“ |          | BW             |
| Goßlerstraße 12 51° 32′ 30″ N, 9° 56′ 19″ O          | Klinikgebäude         | verzeichnet in der Denkmaltopographie, nicht als Einzelobjekt verzeichnet im Denkmalatlas. Teil der Gruppe „ehem. Vereinigte Kliniken“ |          | BW             |
| Goßlerstraße 12b 51° 32′ 29″ N, 9° 56′ 19″ O         | Klinikgebäude         | verzeichnet in der Denkmaltopographie, nicht als Einzelobjekt verzeichnet im Denkmalatlas; Teil der Gruppe „ehem. Vereinigte Kliniken“ |          |                |
| Humboldtallee 15 51° 32′ 31″ N, 9° 56′ 26″ O         | Universitätsklinik    | nicht als Einzelobjekt verzeichnet im Denkmalatlas. Teil der Gruppe „ehem. Vereinigte Kliniken“ (ID: 35853444) | 35866927 | BW             |
| Levinstraße 11 51° 32′ 46″ N, 9° 54′ 29″ O           | Gesellschaftshaus     | abgerissen um 2000; „Wohlfahrtshaus“ der ehem. Spinnerei mit dem Westgiebel der ehemaligen Färberei, dat. 1887 / 1902 ehem. Teil der Baudenkmal-Gruppe „Levinsche Wohlfahrtseinrichtungen“ (ID: 35853854) |          |                |
| Lotzestraße 9a 51° 31′ 40″ N, 9° 56′ 4″ O            | Wohnhaus              | Das Gebäude ist in der Karte der 1982 erschienen Denkmaltopographie als Teil der Baudenkmal-Gruppe Lotzestraße markiert, nicht aber im Verzeichnis aufgeführt. Im Denkmalatlas ist das Grundstück als Teil der Baudenkmal-Gruppe „Wohnhäuser, Lotzestr. 1-13“ (ID: 35853872) markiert, anders als bei den anderen der Gruppe zugehörigen Objekten ist aber nicht das Gebäude als Baudenkmal markiert. |          |                |
| Reinhäuser Landstraße 32 51° 31′ 32″ N, 9° 56′ 22″ O | ehem. Gartenhaus      | ehem. Sommerhäuschen in Fachwerk mit Quader-Holzschalung unter Mansarddach, erbaut ca. 1780; vor 2002 aus der Denkmalliste gestrichen (zuvor Einzeldenkmal) |          |                |
| Rohnsterrassen 16 51° 32′ 22″ N, 9° 57′ 43″ O        | „Rohns“               | ehem. Gasthaus Rohns, erbaut 1828–30; Bauherr: Christian Friedrich Andreas Rohns (ca. Ende 2000 aus Baudenkmalliste gestrichen, zuvor Einzeldenkmal) |          | Weitere Bilder |
| Schildweg 14 51° 31′ 49″ N, 9° 56′ 33″ O             | Einfriedung           | aufgeführt 1982 als Teil der Gruppe „Schildweg“, im Denkmalatlas nur Grundstück als Teil der Gruppe farbig unterlegt, kein Eintrag des Einzelobjektes |          | BW             |
| Schildweg 14a 51° 31′ 50″ N, 9° 56′ 34″ O            | Einfriedung           | aufgeführt 1982 als Teil der Gruppe „Schildweg“, im Denkmalatlas nur Grundstück als Teil der Gruppe farbig unterlegt, kein Eintrag des Einzelobjektes |          | BW             |
| Schildweg 18 51° 31′ 50″ N, 9° 56′ 36″ O             | Wohnhaus              | erbaut ca. 1865; abgerissen vor 2000; zuvor Listeneintrag als Einzeldenkmal nach § 3 (2) NDSchG |          | BW             |
| Schillerstraße 22 51° 31′ 30″ N, 9° 56′ 15″ O        | Wohnhaus              | erbaut 1908; aufgeführt 1982 als Teil der Gruppe „Stegemühlenweg 37-43; Schillerstraße 22“, nicht aufgeführt im Denkmalatlas |          |                |
| Walkemühlenweg 14 51° 31′ 40″ N, 9° 56′ 12″ O        | Wohnhaus              | ehemals Teil der Baudenkmal-Gruppe „Walkemühlenweg 14, 16, 18, 20, 22, 26, 28“; vor 2002 aus der Denkmalliste gestrichen; im Denkmalatlas nur Grundstück als Teil der Gruppe farbig unterlegt, kein Eintrag des Einzelgebäudes |          |                |
| Walkemühlenweg 18 51° 31′ 40″ N, 9° 56′ 11″ O        | Wohnhaus              | ehemals Teil der Baudenkmal-Gruppe „Walkemühlenweg 14, 16, 18, 20, 22, 26, 28“; vor 2002 aus der Denkmalliste gestrichen; im Denkmalatlas nur Grundstück als Teil der Gruppe farbig unterlegt, kein Eintrag des Einzelgebäudes |          |                |
| Walkemühlenweg 28 51° 31′ 39″ N, 9° 56′ 8″ O         | Wohnhaus              | ehemals Teil der Baudenkmal-Gruppe „Walkemühlenweg 14, 16, 18, 20, 22, 26, 28“; vor 2002 aus der Denkmalliste gestrichen; im Denkmalatlas nur Grundstück als Teil der Gruppe farbig unterlegt, kein Eintrag des Einzelgebäudes |          |                |
| Weender Landstraße 51° 32′ 27″ N, 9° 55′ 59″ O       | Friedhofs-Einfriedung | als Einzelbaudenkmal verzeichnet auf der Karte der Denkmaltopographie, in der Liste von 1982 und im Denkmalatlas nicht extra aufgeführt |          | Weitere Bilder |